# Renault Mégane
Renault Mégane (укр. Рено Меган) — компактні автомобілі, що виробляються компанією Renault. Вони виготовлялися з 1995 по 2024 роки як хетчбек або універсал, але до сих пір випускається седан.

## Перше покоління (1995—2003)
Megane першого покоління вперше показали в 1995 році, прийшовши на заміну Renault 19. Однак автомобіль являв собою багато в чому колишню модель, з тими ж двигунами, коробками передач і конструкцією підвіски, нехай і трохи доопрацьовані. Отримавши свою назву від концепт-кара, показаного в 1988 році, Megane, крім того, продовжив і «свіжий» корпоративний стиль Renault, трохи раніше впроваджений новим шеф-дизайнером компанії Патріком Ле Кеманом в новій Renault Laguna. Одним із найцікавіших моментів був своєрідний «пташиний дзьоб» решітки радіатора. Дана ідея була зустрінута чудово, проте це не було новинкою в повному розумінні цього слова — Ле Кема запозичив цей елемент з середини 60-х років, «підгледівши» його у легендарного Renault 16. Як і попередні моделі — 19-та і 11-та, Megane виготовлявся на заводі Дуе на півночі Франції, іспанському заводі в місті Паленсія і, певний час, на московському заводі «Автофрамос». 1997 року, Megane поділився платформою з іншим культовим автомобілем — компактвеном Megane Scenic. Відтоді історія цих моделей нерозривно пов'язана один з одним.

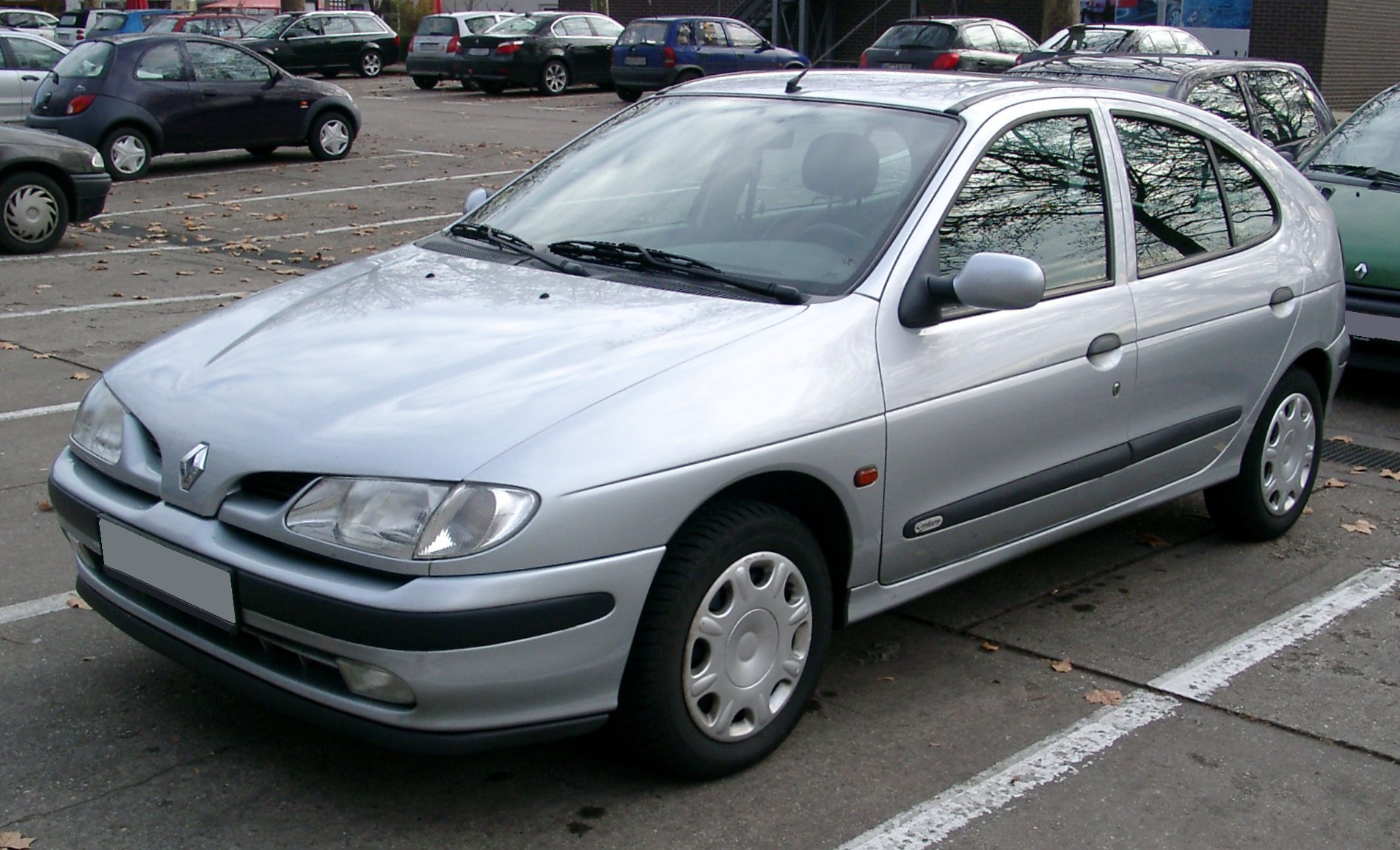
Renault Mégane (1995—1999)
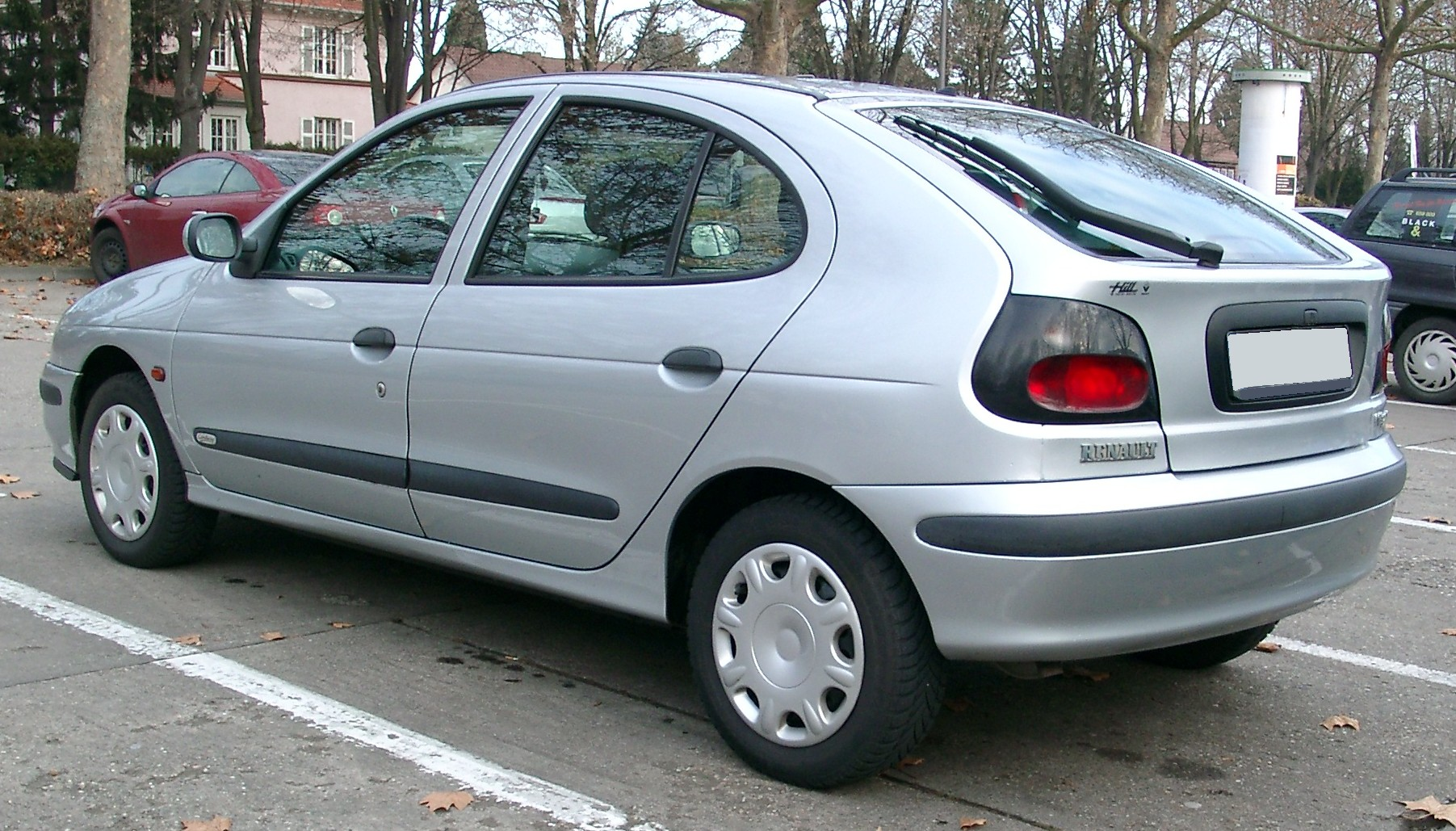
Renault Mégane (1995—1999)
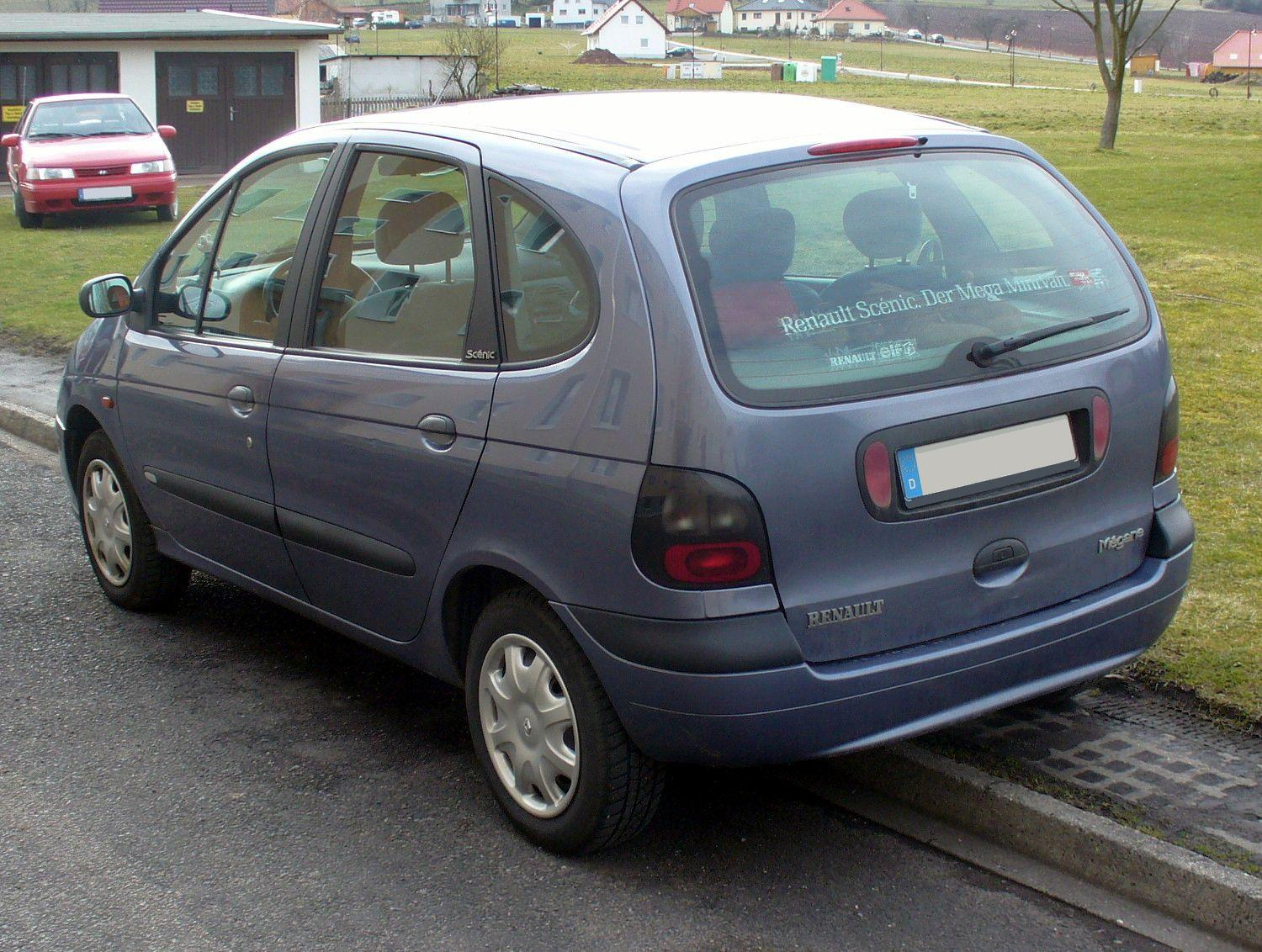
Renault Mégane Scénic (1996–1999)
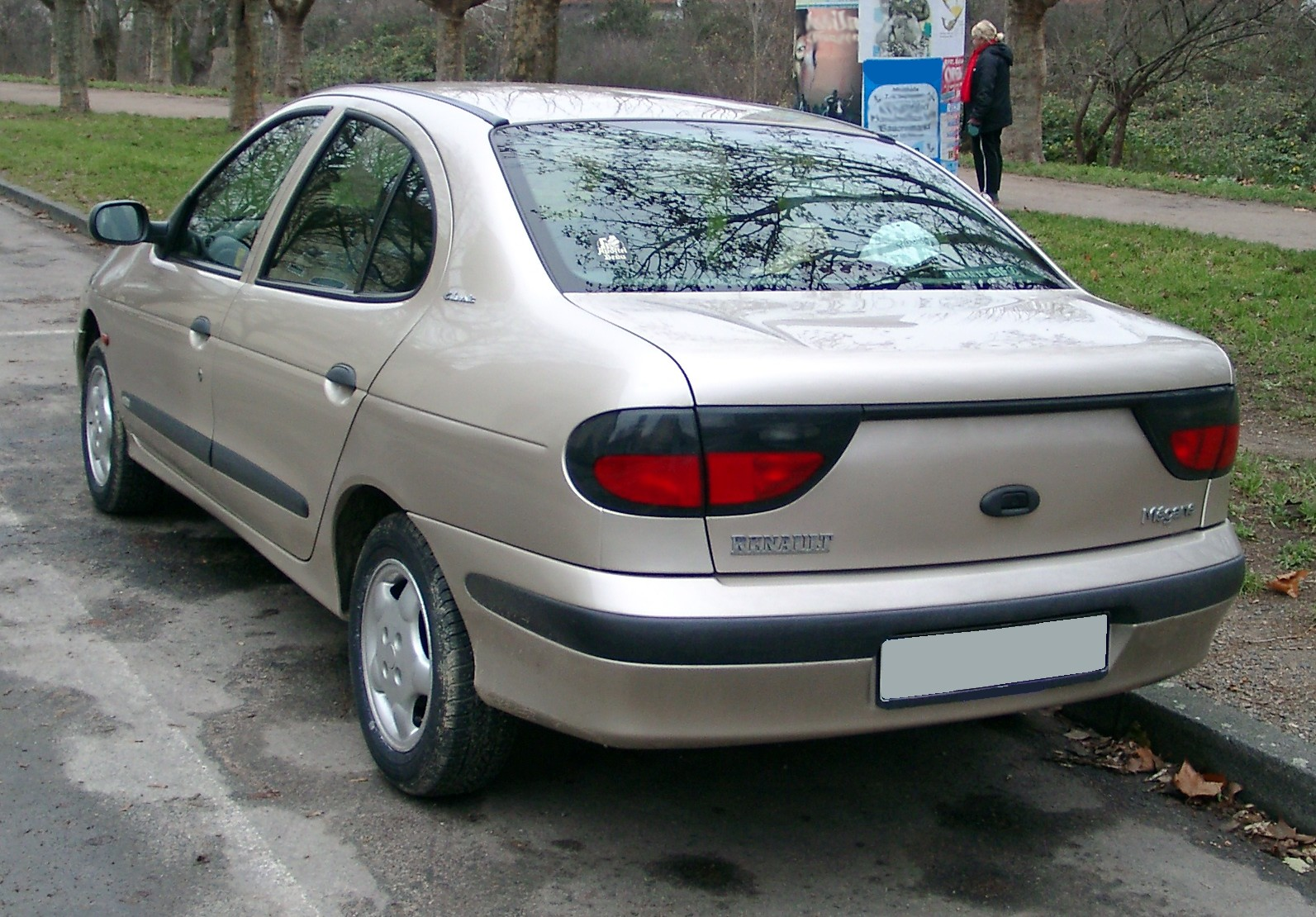
Renault Mégane Classic (1997–1999)
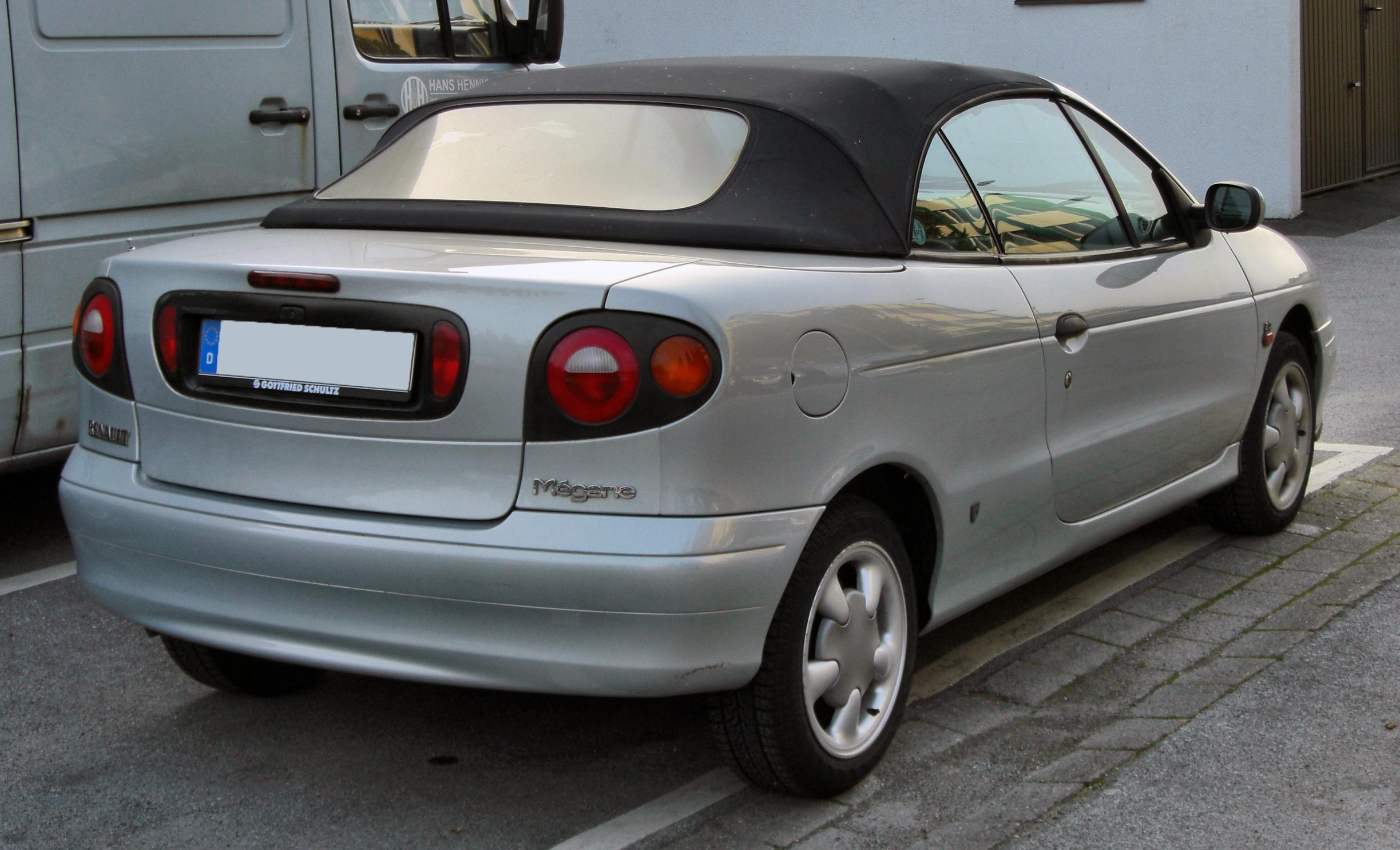
Renault Mégane Cabrio (1997–1999)
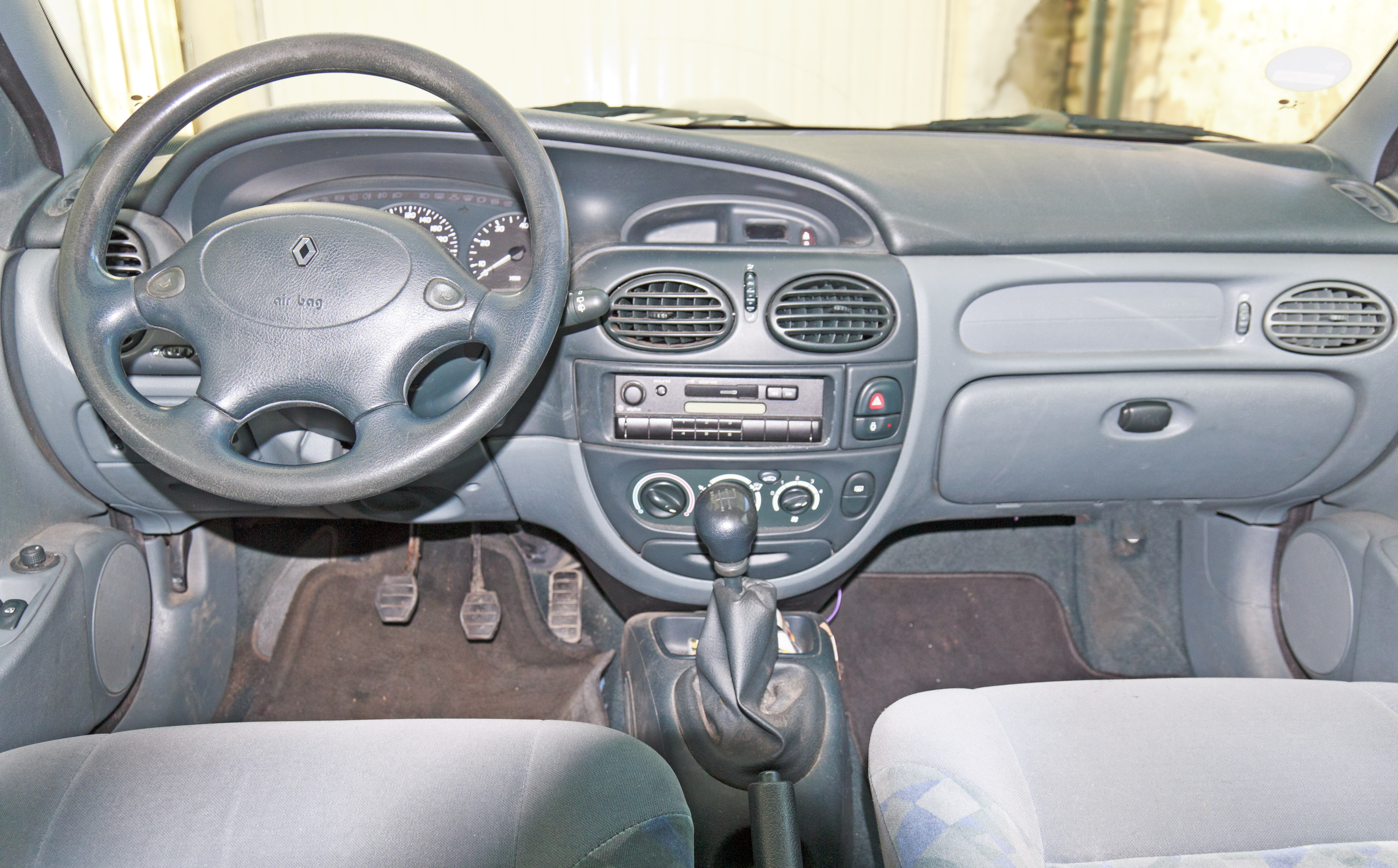

### Фейсліфтинг 1999
У 1999 році Megane зазнав легкого «фейсліфтінгу». Змінили ґрати радіатора, більший наголос був зроблений на поліпшення безпеки та покращено обладнання, в тому числі і розширилася лінійка 16-клапанних двигунів. Цей автомобіль досі виготовляється в Аргентині, де автомобіль продається паралельно з Megane II, але за нижчою ціною. Більш того, Megane I, в таких країнах як Венесуела і Колумбія продається дотепер, причому з сучасним двигуном 1,6 л./115 к.с., виробленим в Колумбії.
Всього виготовлено близько 5'000'000 автомобілів.

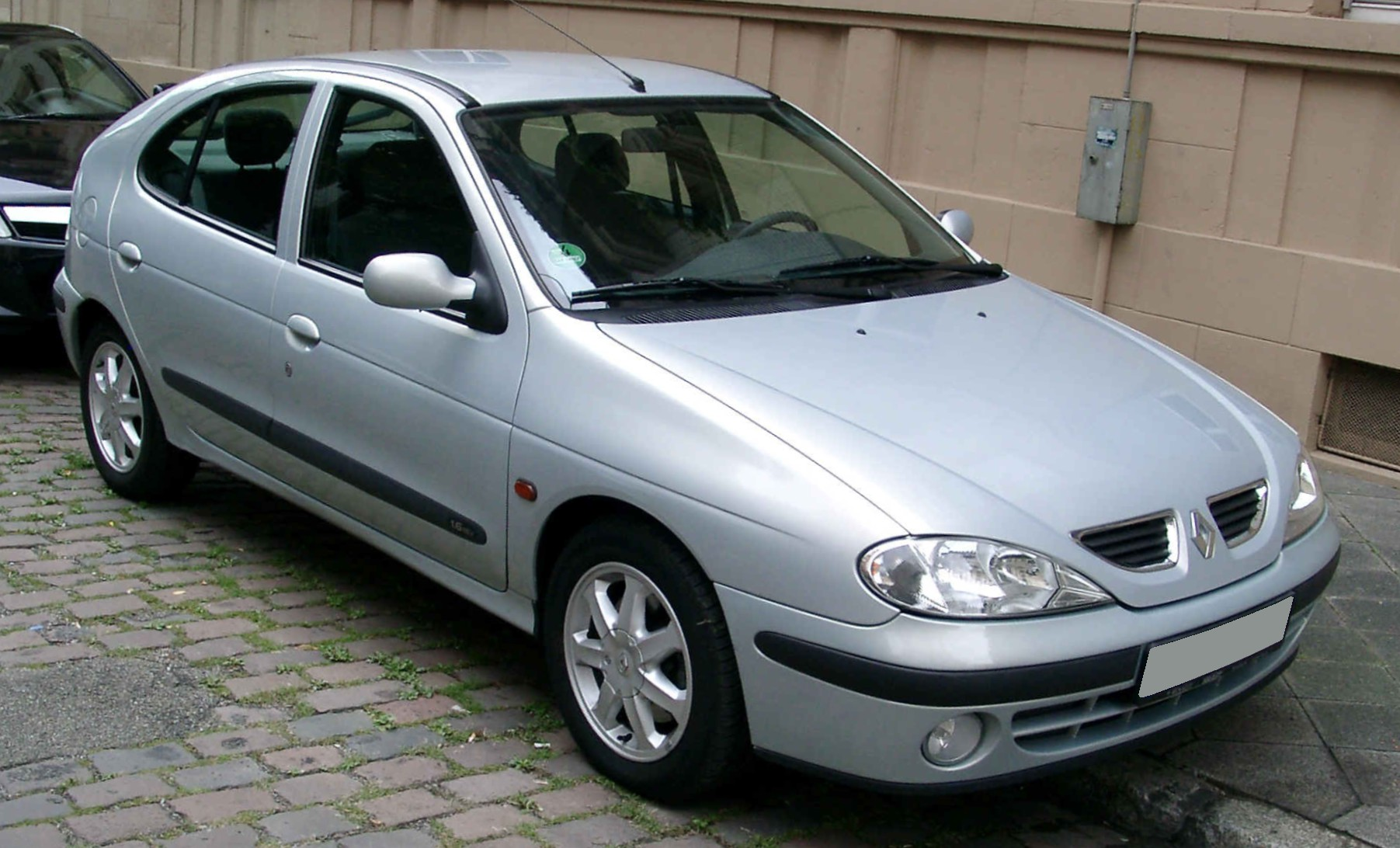
Renault Mégane (1999–2002)
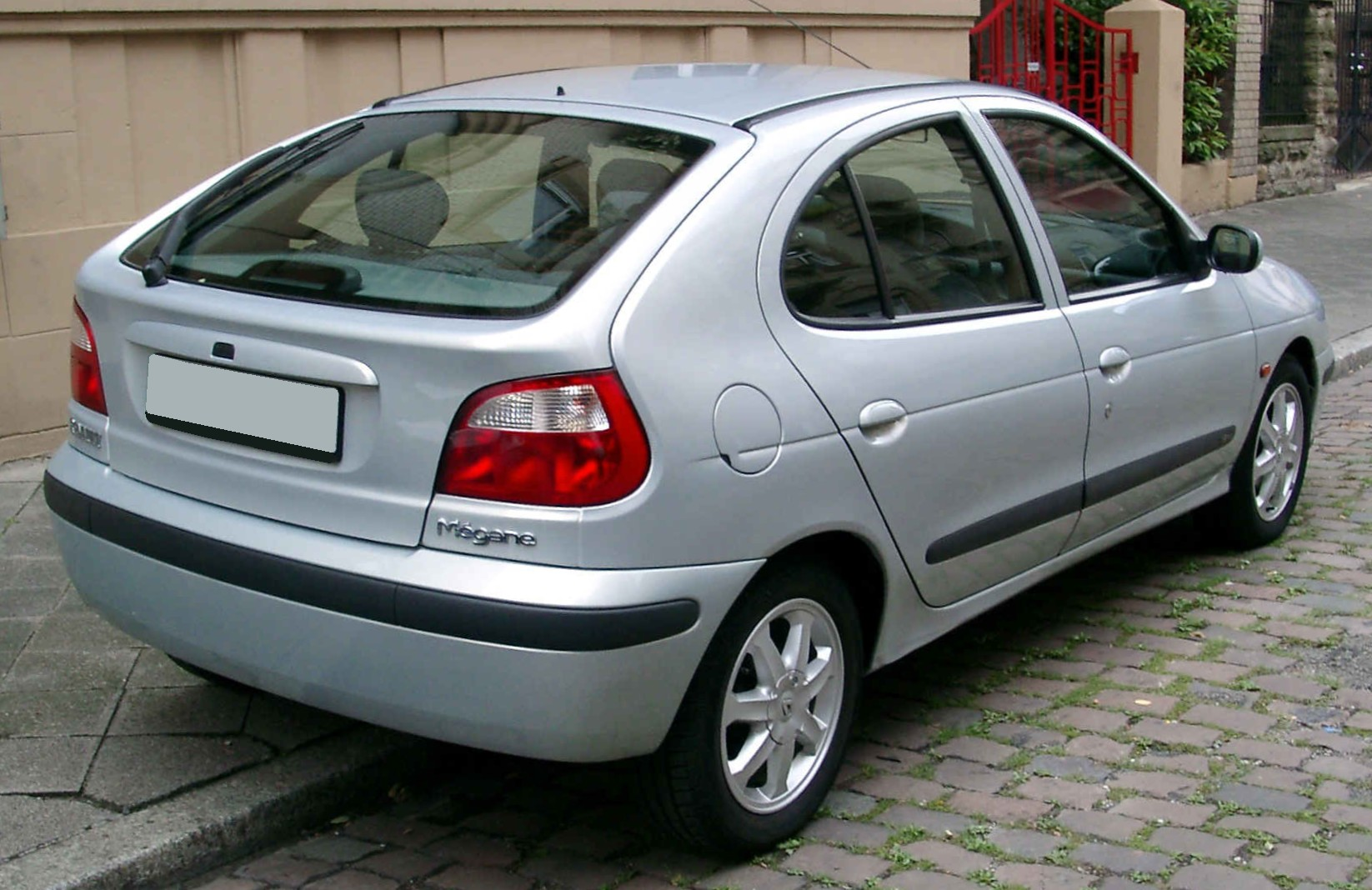
Renault Mégane (1999–2002)
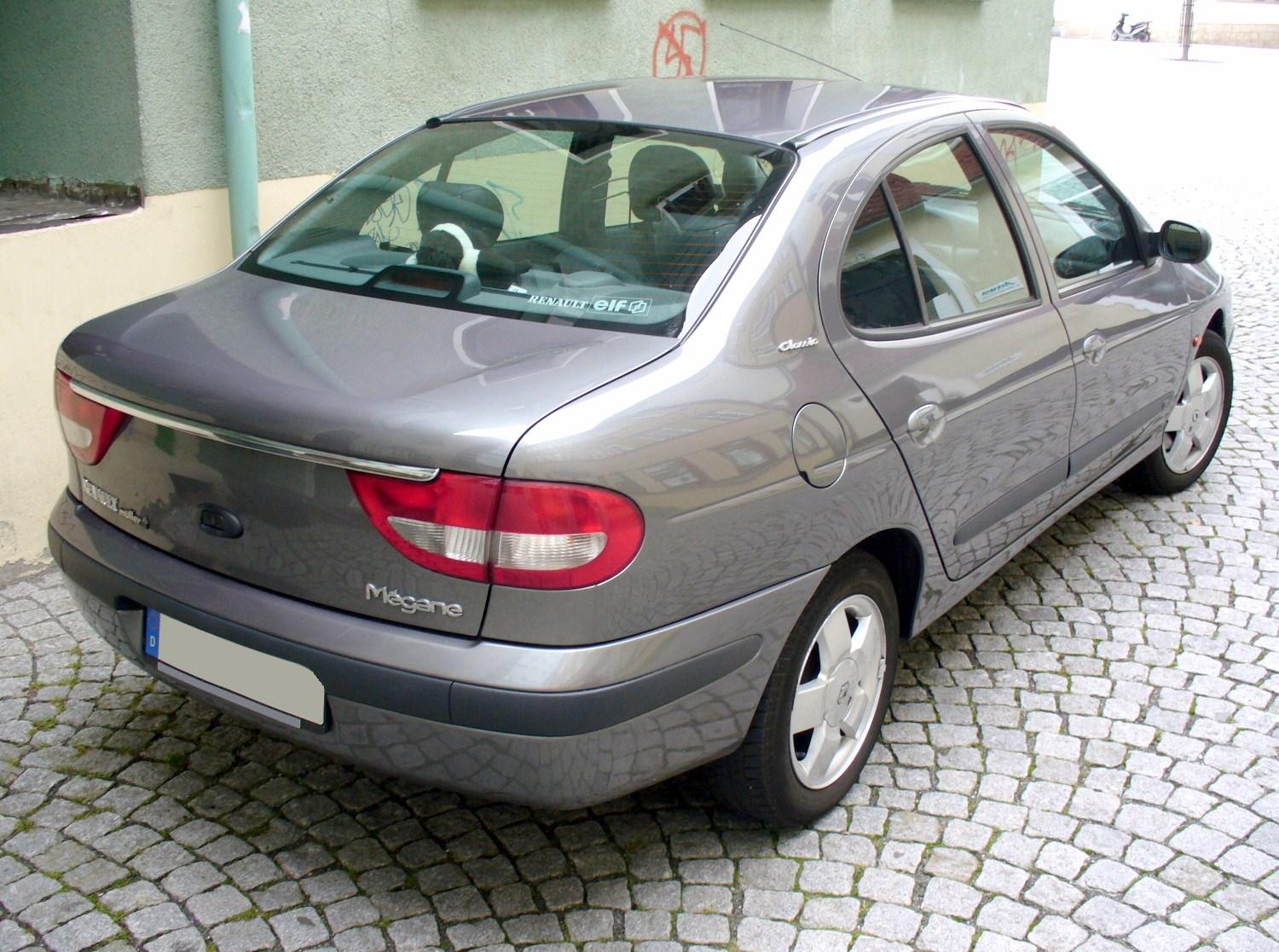
Renault Mégane Classic (1999–2003)
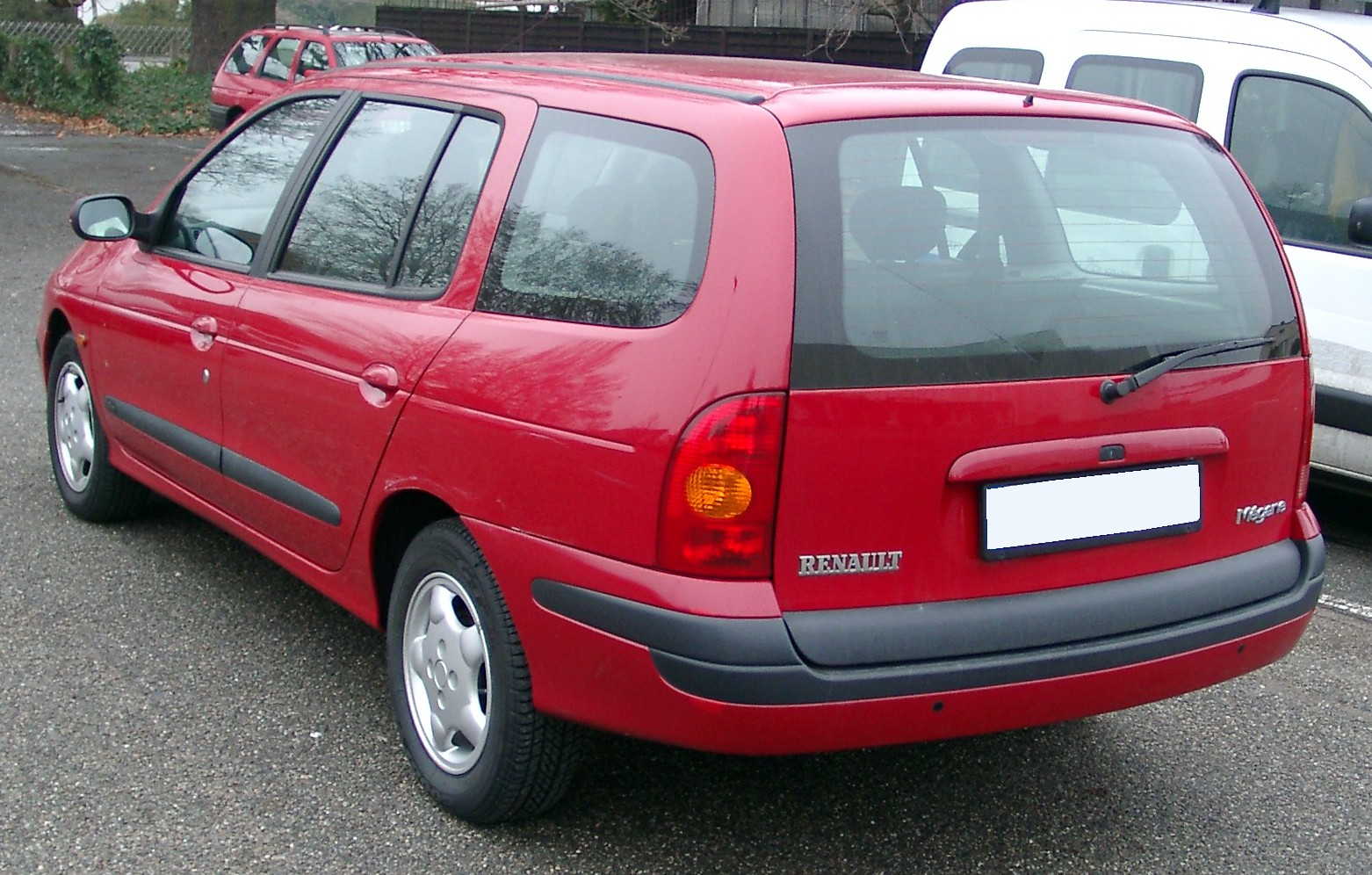
Renault Mégane Grandtour (1999–2003)
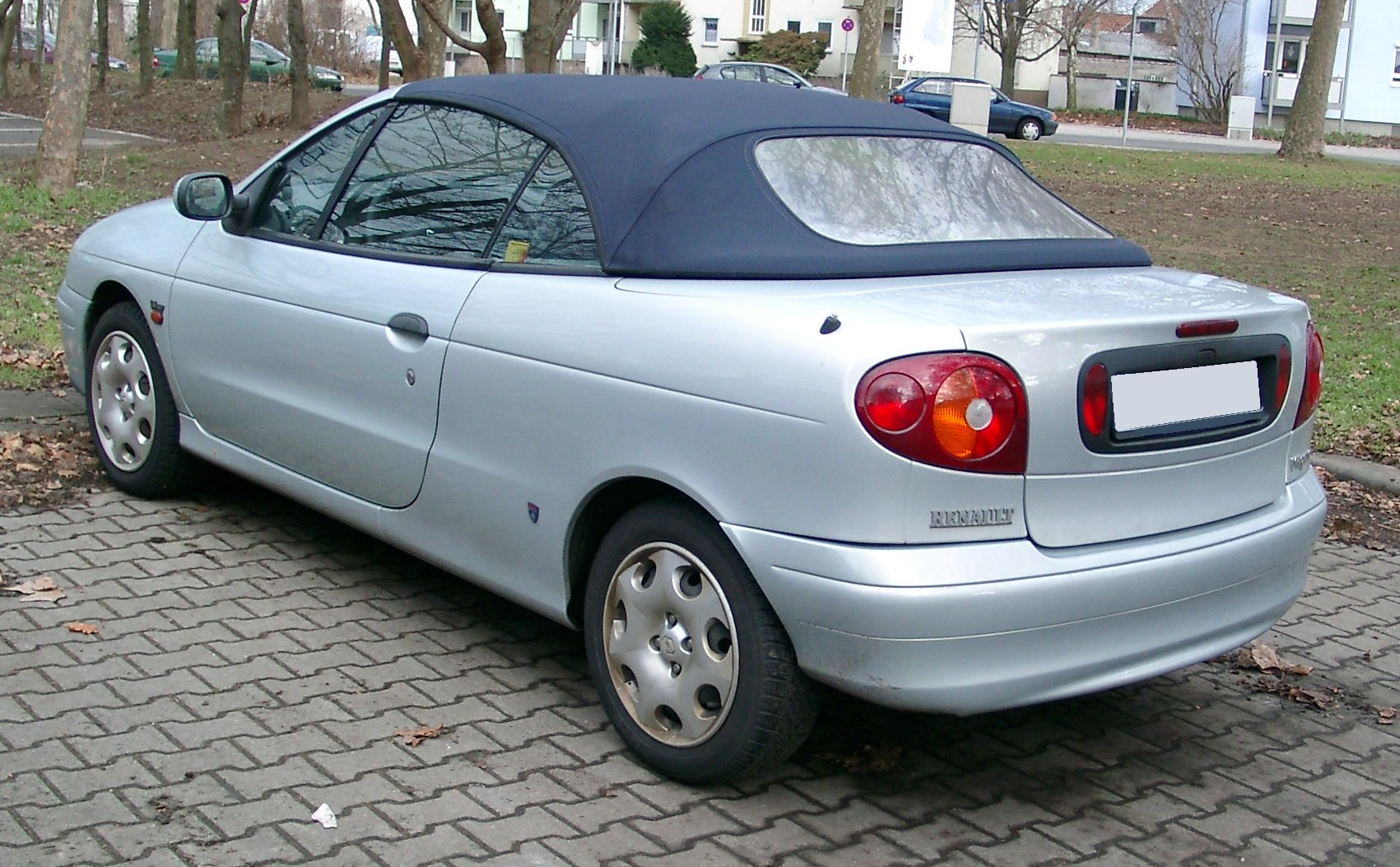
Renault Mégane Cabrio (1999–2003)
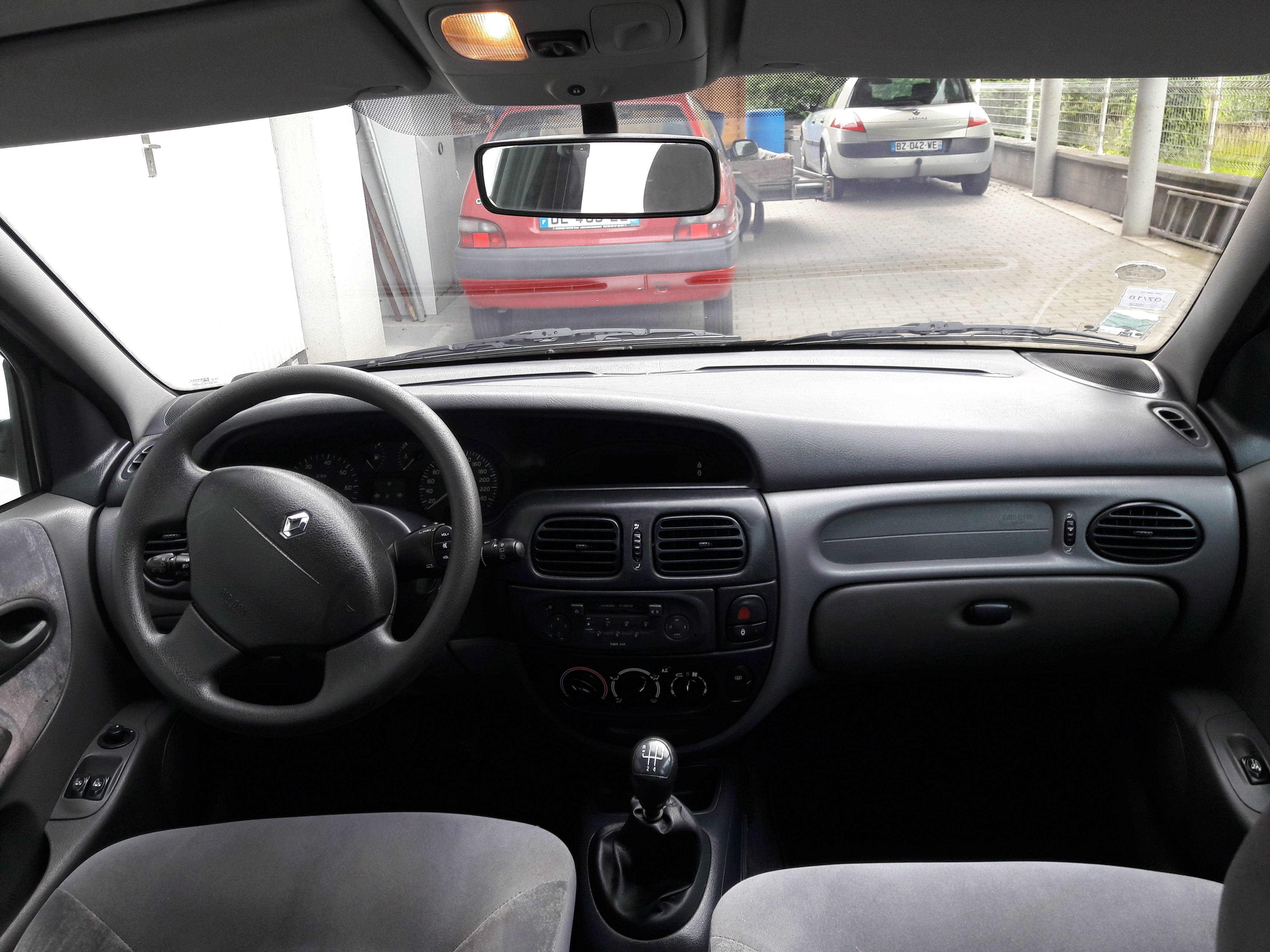

## Друге покоління (2002—2009)
Першими з сімейства Megane другого покоління були представлені три-і п'ятидверний хетчбеки. Першими їх побачили журналісти влітку 2002 року, для яких була організована презентація, а широкій публіці вони були представлені на Паризькому автосалоні в тому ж році. На відміну від попередника, нова версія відрізнялася екстравагантним дизайном з різкими, рубаними лініями і була продовженням ідей, закладених в Renault Avantime. До літа 2003 року було продано вже близько 200 тисяч примірників Megane II. 2003 року на автосалоні в Барселоні представлений седан і універсал. До осені 2003 року був налагоджений серійний випуск всіх моделей. Хетчбеки випускалися на заводах у Франції, седан в Туреччини, а універсал в Іспанії.
У тому ж 2003 році, Renault Megane II визнаний Європейським автомобілем року.
Варто відзначити, що Renault Megane був задуманий як автомобіль, здатний забезпечити високий рівень комфорту і водієві, і пасажирам. Уже в базовій комплектації можна відрегулювати положення керма в двох площинах — по висоті і в поздовжньому напрямку. Посадка на водійському місці ідеальна завдяки ергономічним і зручно розташованим органам управління. Збільшена в порівнянні з попередником колісна база забезпечує підвищений комфорт і великий простір для ніг пасажирів, що сидять ззаду. У стандартне устаткування версії Authentique входять підсилювач керма, бортовий комп'ютер, кондиціонер, електросклопідйомники, заводське тонування скла і зимовий пакет. У дорожчих комплектаціях Megane запропонує 16-дюймові легкосплавні колісні диски, передні протитуманні фари, кермо у шкіряній оплітці, ксенонові фари, складаються задній ряд сидінь (60:40), клімат-контроль, електронний ключ запалювання, панорамний скляний дах та інше обладнання.
Renault Megane II побудований на новій платформі Nissan C, він має передню незалежну підвіску з амортизаційними стійками типу Макферсон і задню напівзалежну торсионную. Привід передній. Спереду встановлені вентильовані дискові гальма, ззаду дискові. Адаптивний електропідсилювач рульового управління, завдяки 16 різним алгоритмам регулювання, забезпечує легкість управління на малій швидкості руху і точність на високих швидкостях. Пакет адаптації до поганих дорожніх умов включає збільшений дорожній просвіт, посилені вузли підвіски та інше.
Renault Megane другого покоління встановлює новий рівень безпеки. У стандартну комплектацію входять шість подушок безпеки (передня подушка пасажира відключається), активні підголівники, кріплення Изофикс, ремені з преднатяжителями і обмежувачами навантаження, система ABS. За доплату встановлювалися шторки безпеки, системи електронного контролю стійкості (ESP) і допомоги при парковці, круїз-контроль, функція «автосвет» та інше обладнання. Автомобіль отримав 5 зірок в краш-тестах EuroNCAP.

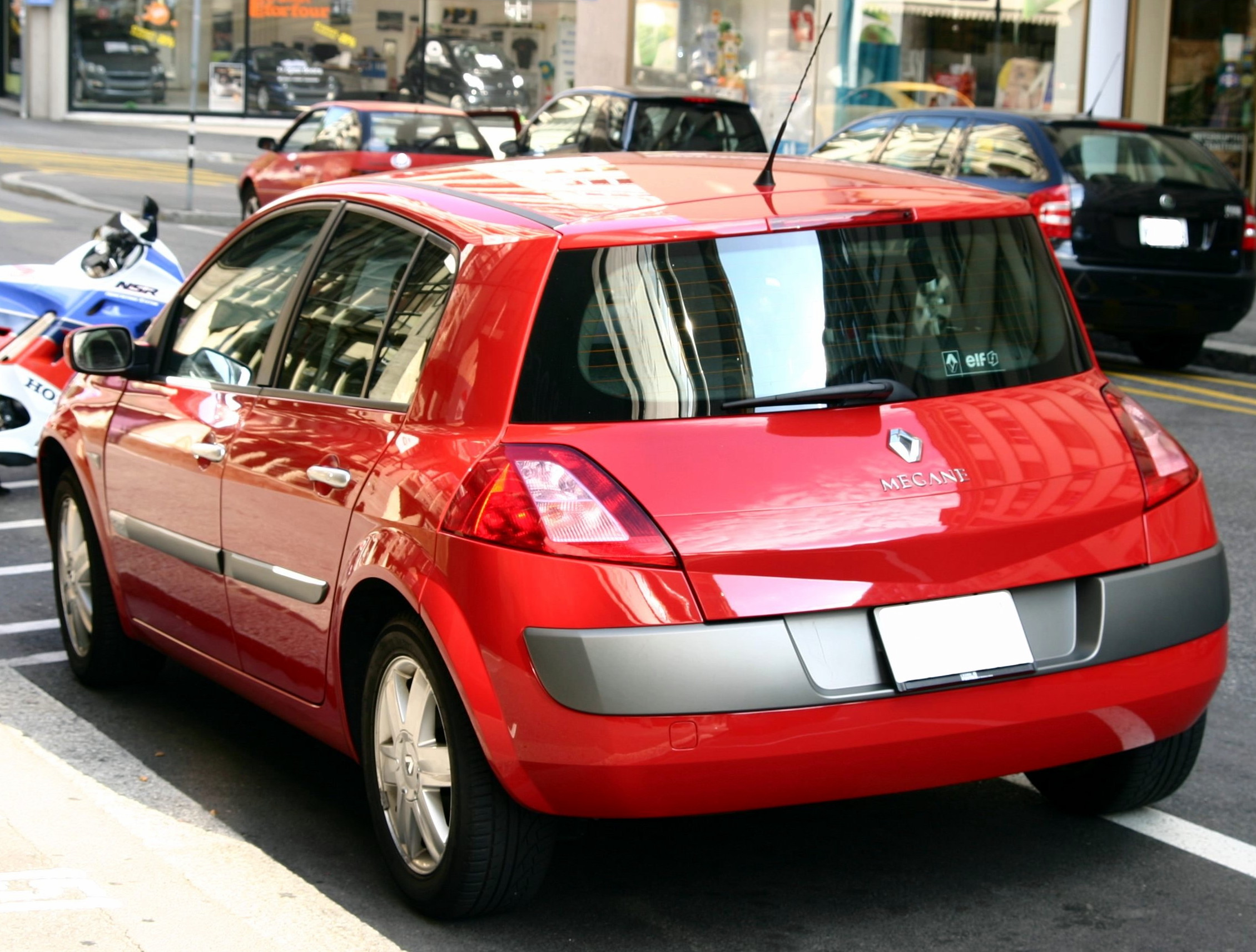
Renault Mégane 5дв. (2002–2006)
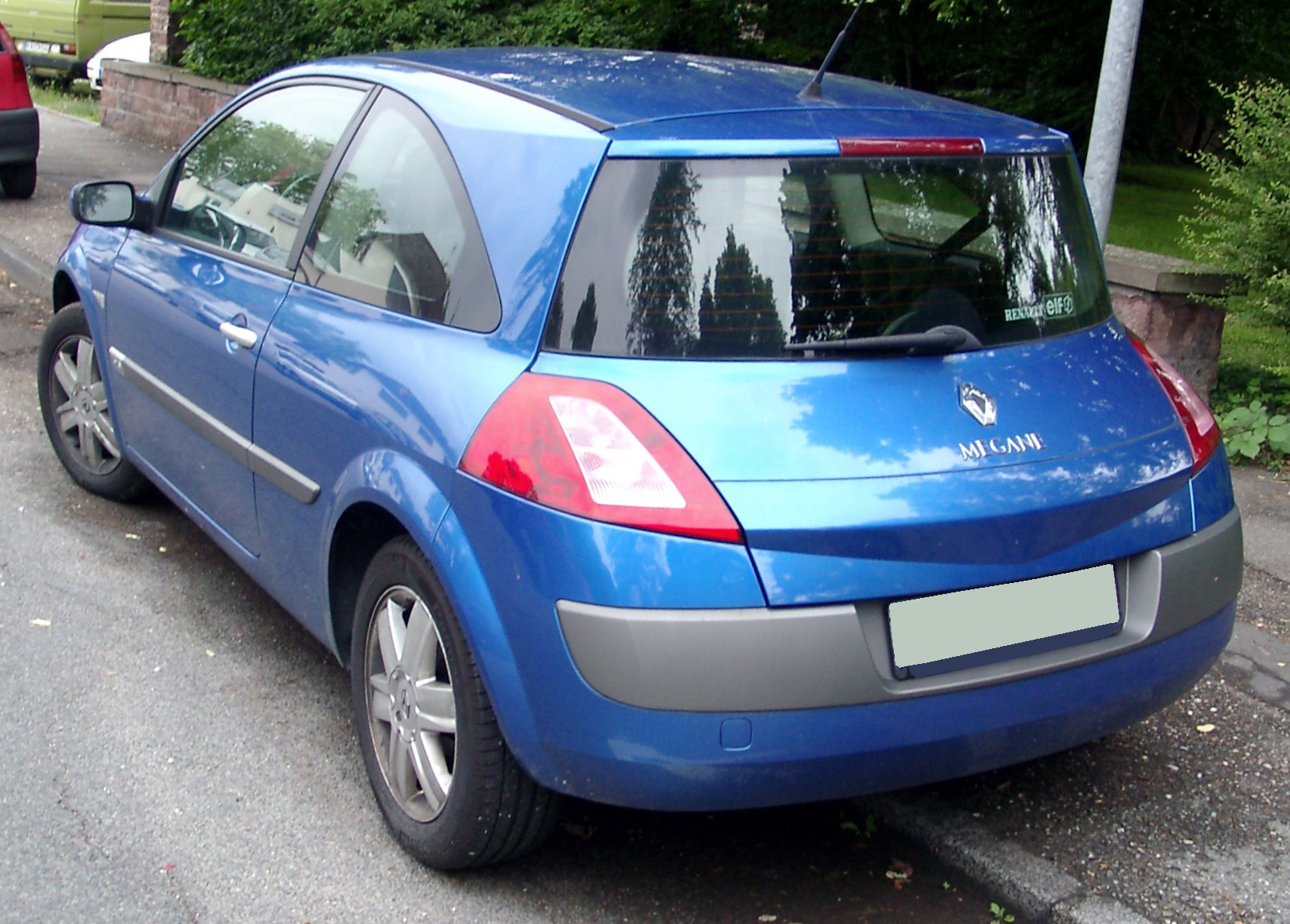
Renault Mégane 3дв. (2002–2006)
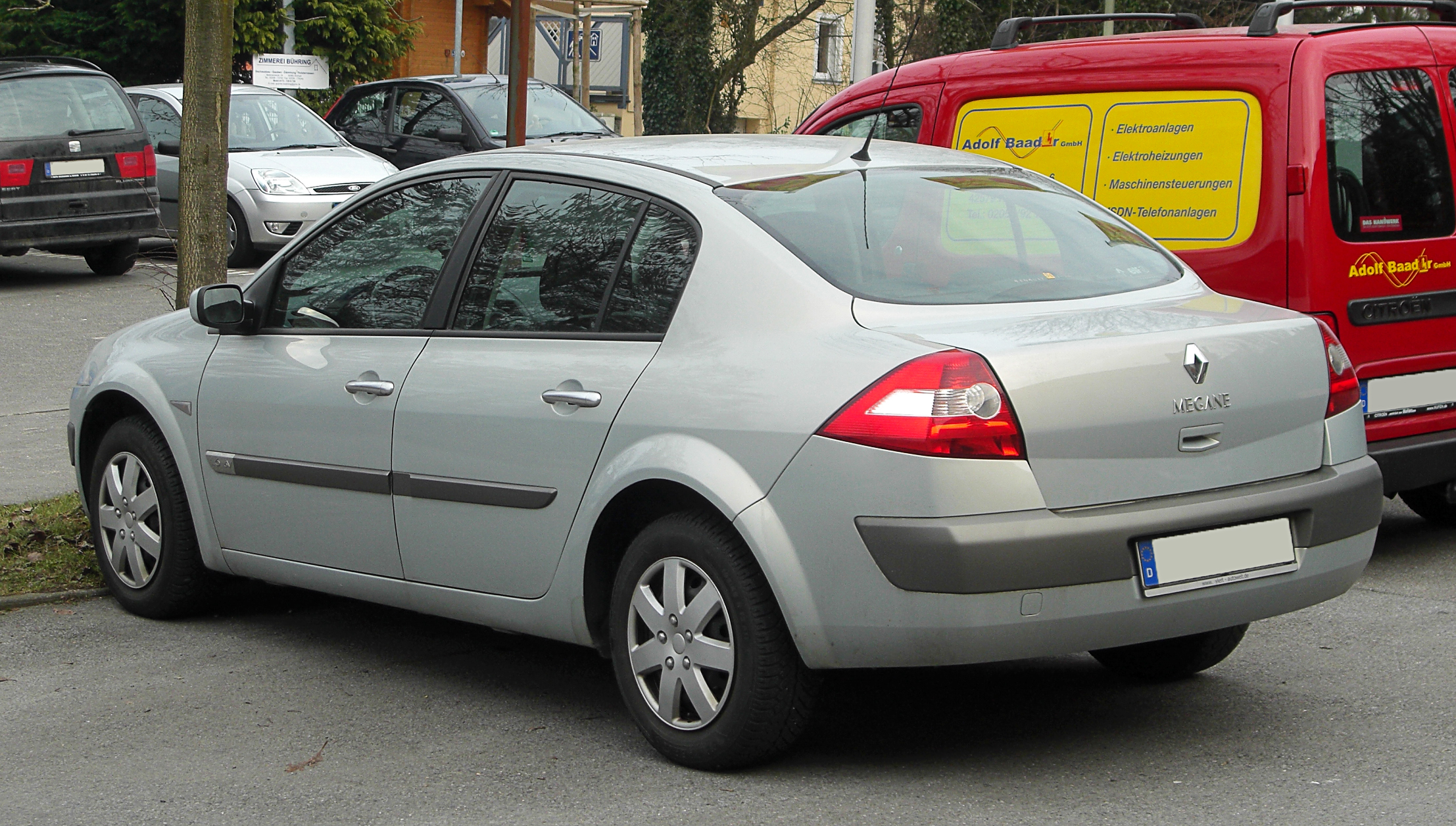
Renault Mégane седан (2003–2006)
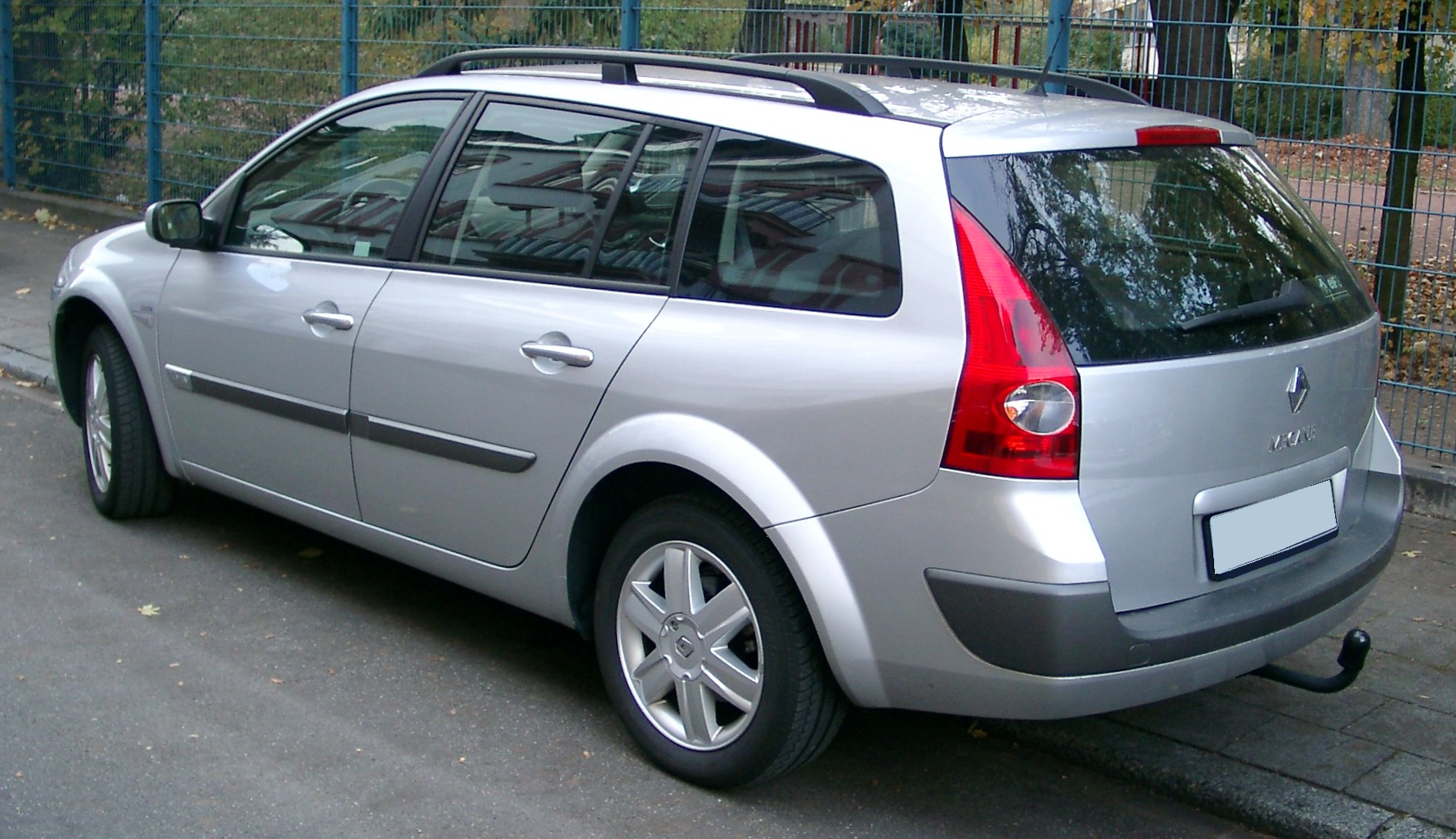
Renault Mégane Grandtour (2003–2006)
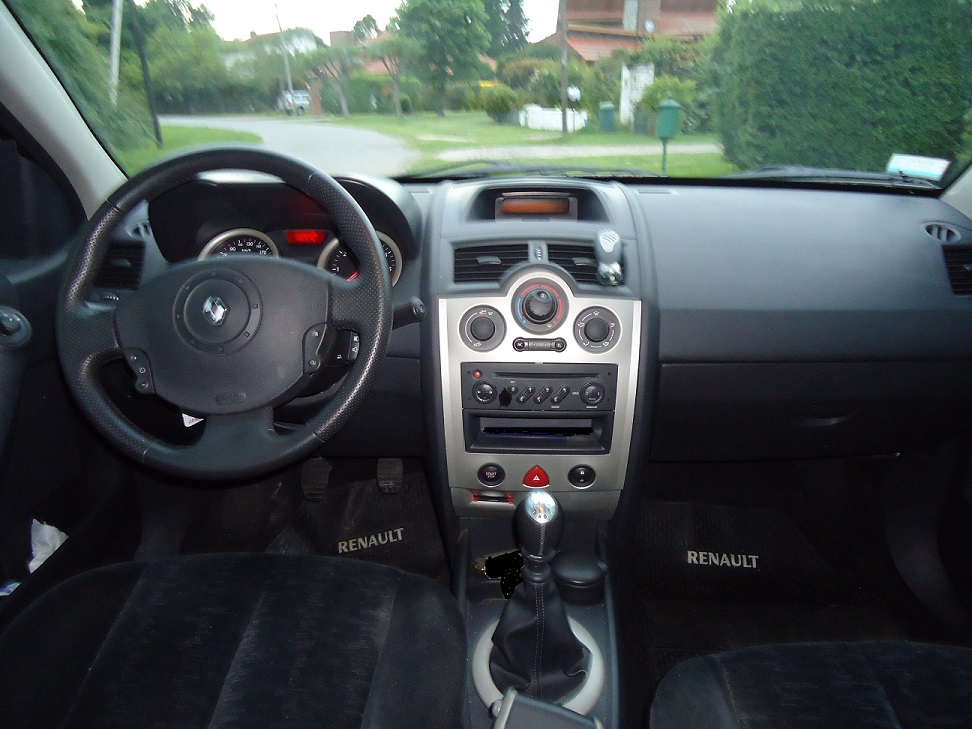

Автомобілі, випущені до січня 2006 року, маркувалися phase1, після phase2.
Принципові відмінності, між першою і другою фазою (технічні характеристики, екстер'єр і інтер'єр), знайти складно. А ось відзнаки «меганів» першого і другого покоління видно неозброєним поглядом.
- По-перше, це сукупний дизайн автомобіля: на зміну похилим і округлим рисам прийшли більш різкі лінії кузова і елементів екстер'єру.
- По-друге, вдосконалена лінійка двигунів: 16-ти клапанні бензинові та 8-ми клапанні дизельні.

Всього виготовлено близько 3'100'000 автомобілів.

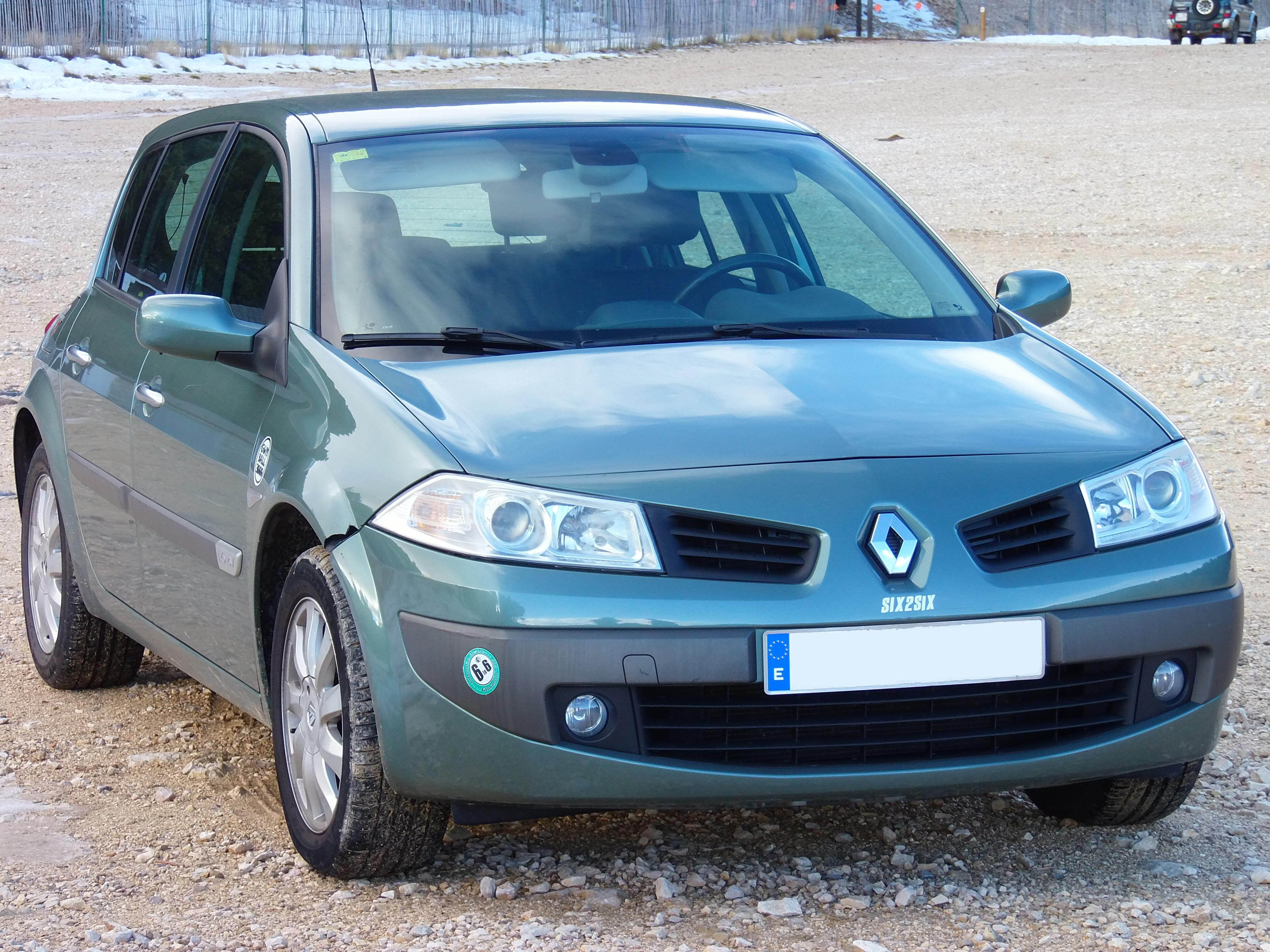
Renault Mégane 5дв. (2006–2008)
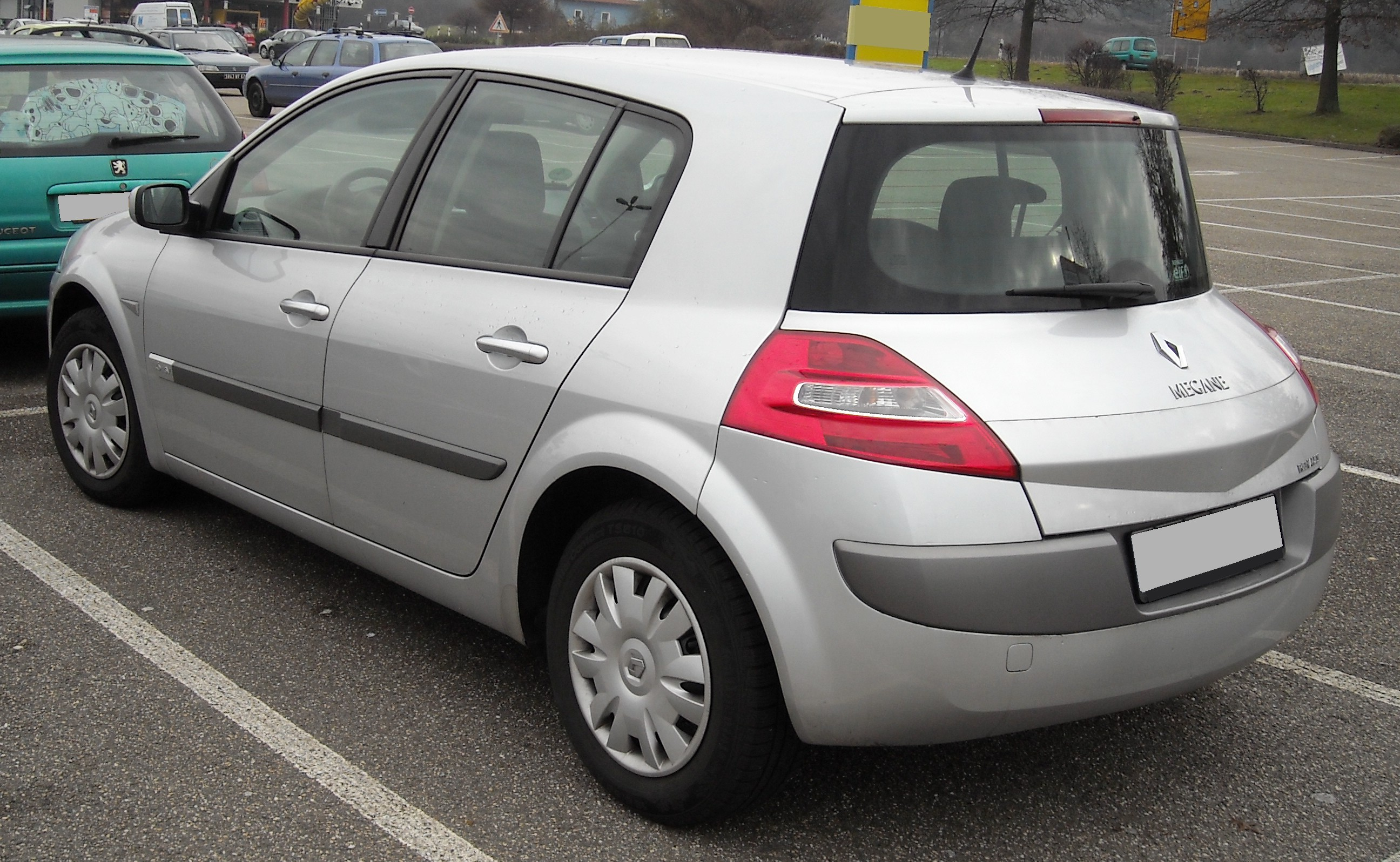
Renault Mégane 5дв. (2006–2008)
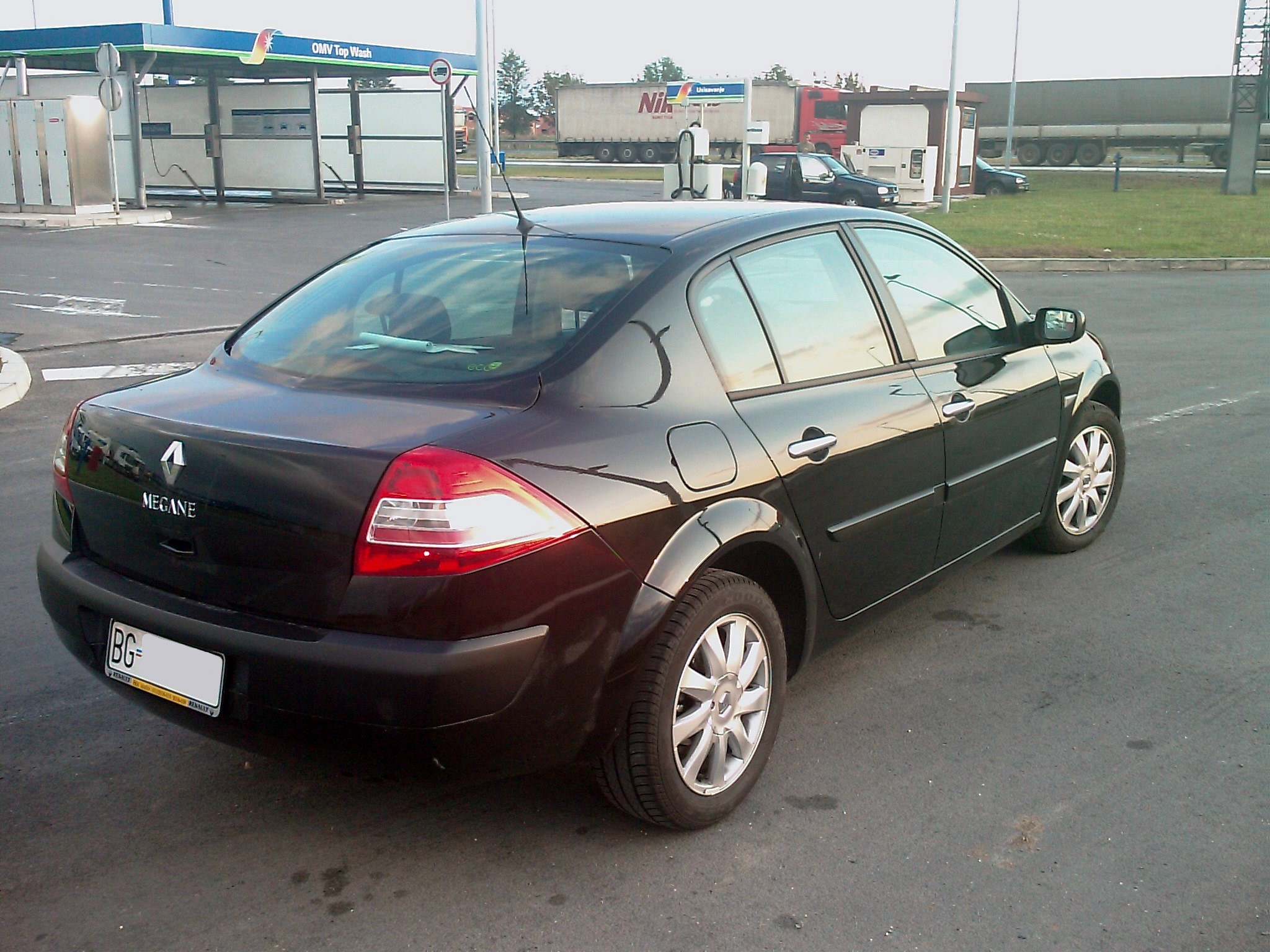
Renault Mégane седан (2006–2009)
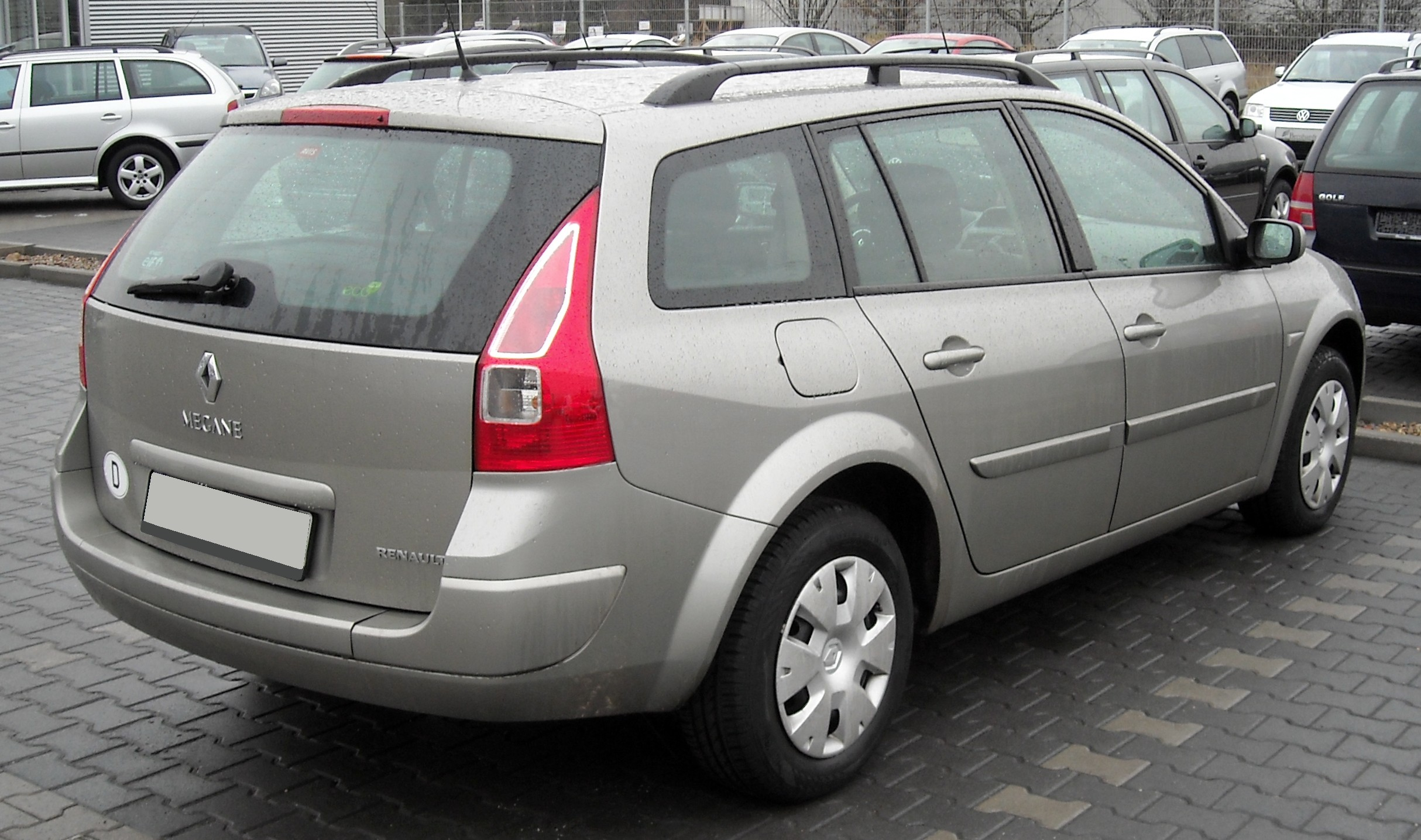
Renault Mégane Grandtour (2006–2009)
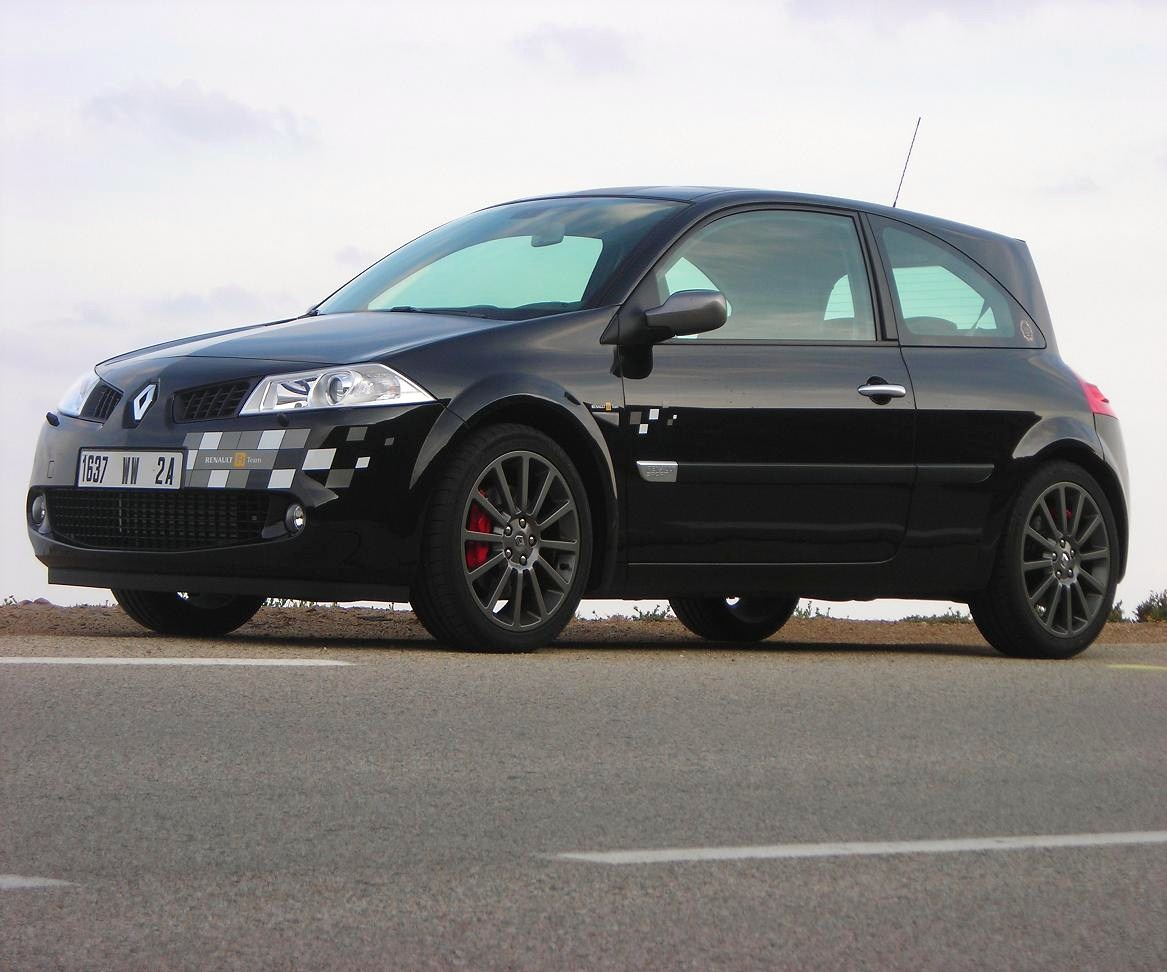
Renault Mégane RS (2006–2008)

### Mégane Coupé-Cabriolet

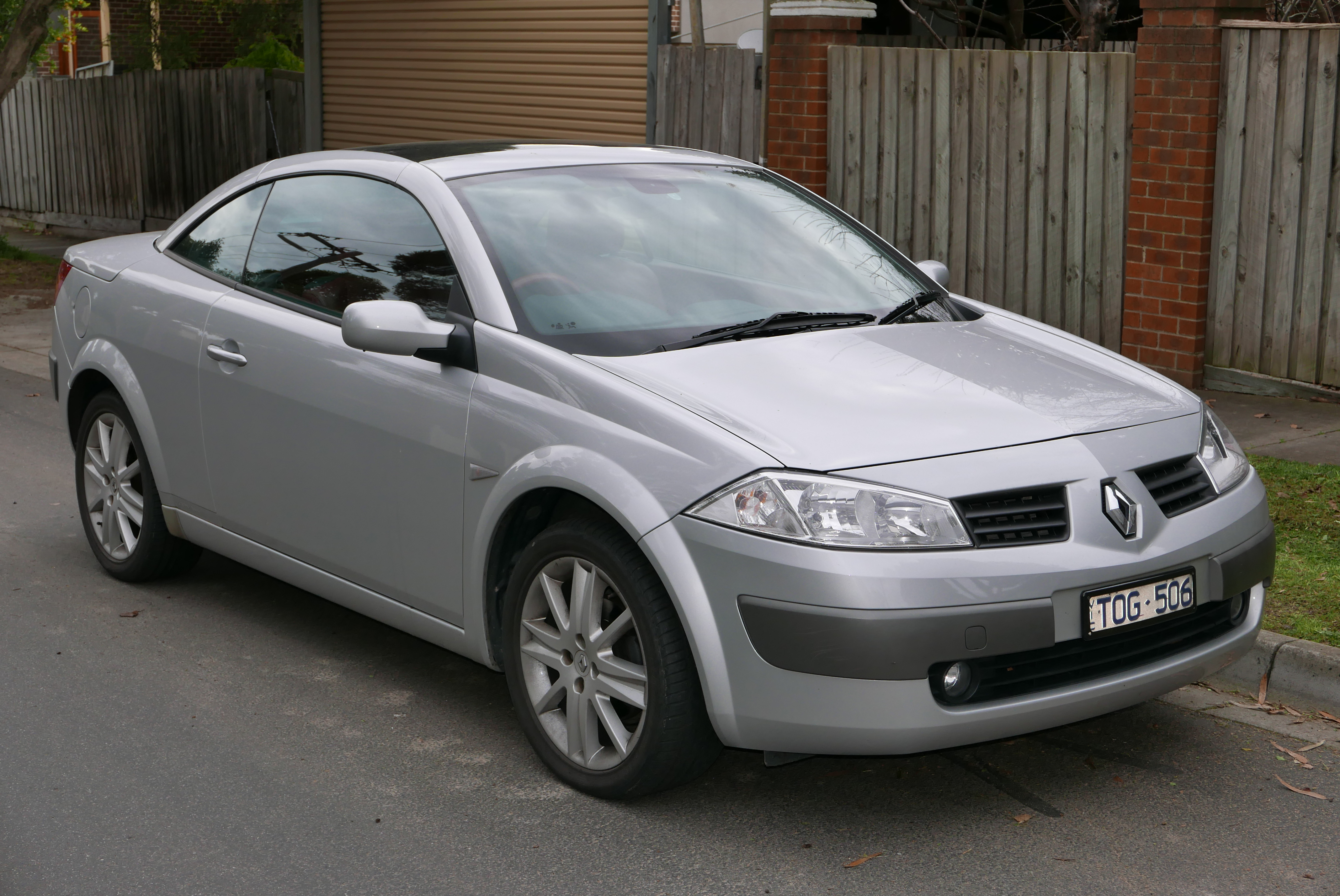
Renault Mégane CC

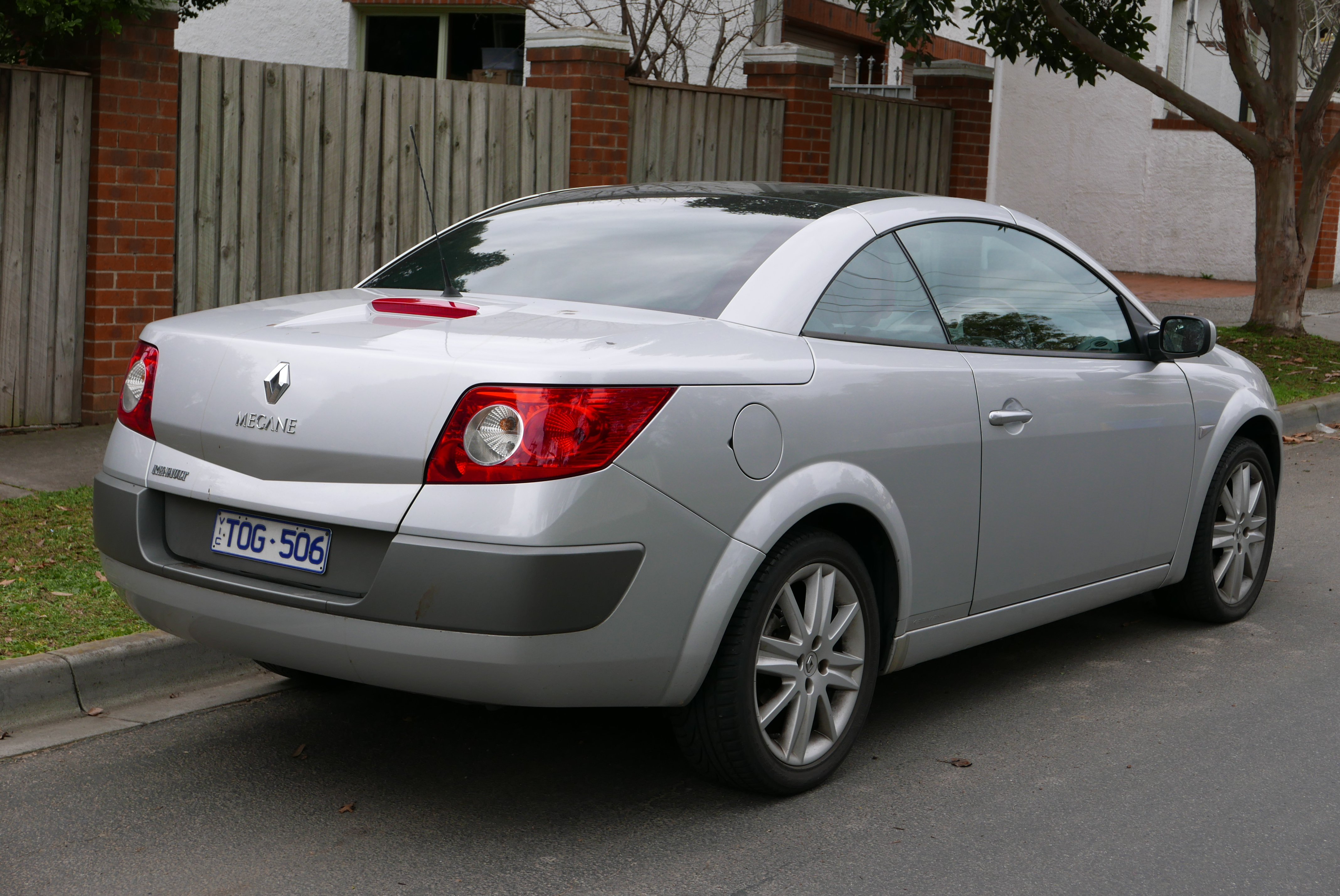
Renault Mégane CC

Крім того, випускався дводверний чотиримісний кабріолет Renault Megane CC. Вперше цю модель представили на Женевському автосалоні в березні 2003 року.
Випускається у двох варіантах: бензиновий і дизельний. Має філігранну конструкцію даху і чотири повноцінні місця. Об'єм багажника - 490 літрів, зі складеним дахом зменшується до 190 літрів.

## Третє покоління (2008—2015)

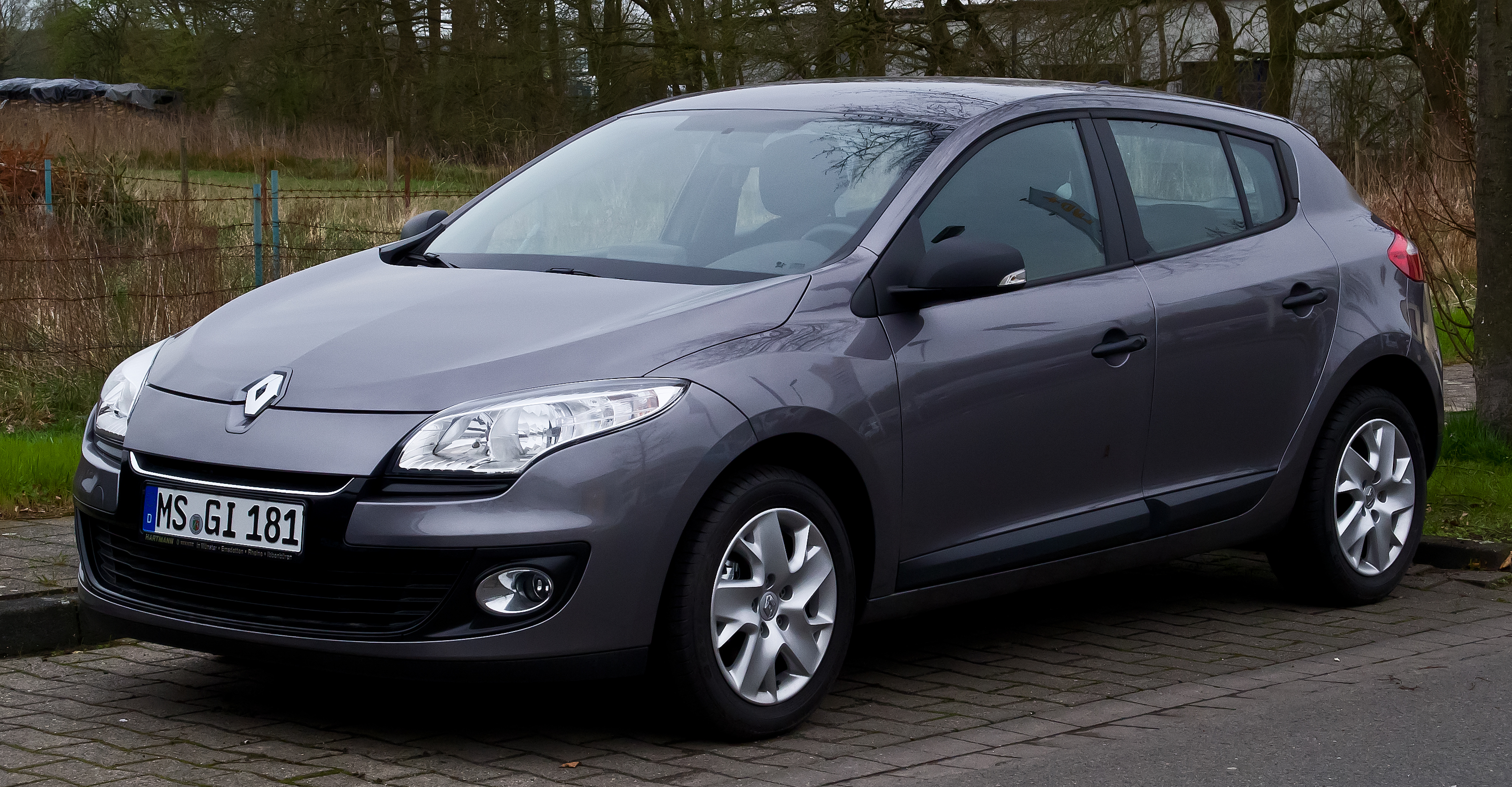
Renault Mégane III (2012-2014)

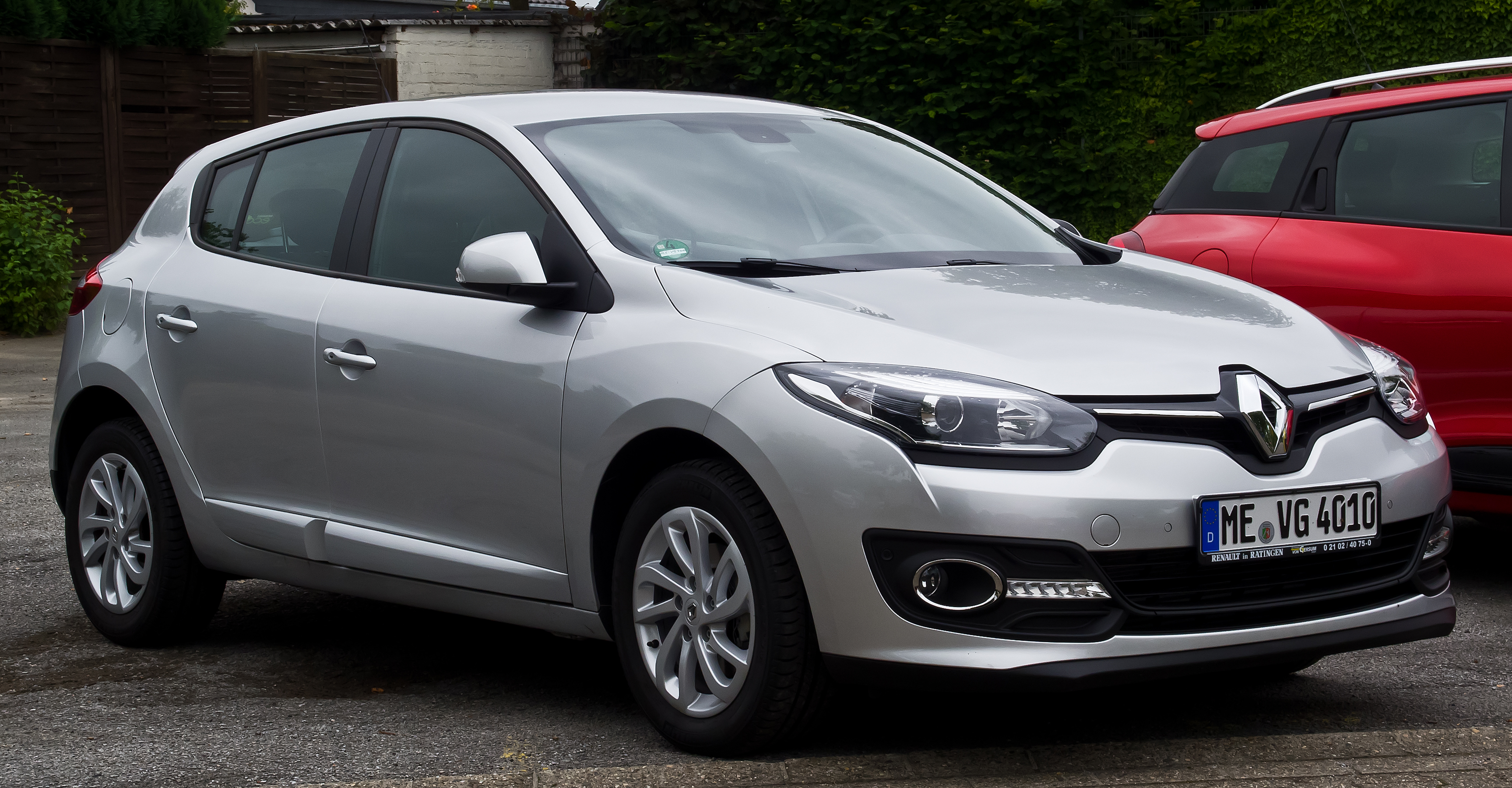
Renault Mégane III (2014—2015)

У 2008 році на Паризькому автосалоні були представлені Renault Megane III в кузові 5-дверний хетчбек і 3-дверне купе з назвою Megane Coupé. На відміну від Megane II в автомобілі зникли рубані форми.
28 листопада 2008 року 5-дверний хетчбек і Megane Coupe офіційно надійшли в продаж. Ці дві моделі мають різні конструкції. Автомобіль-купе має спортивний дизайн в той час як 5-дверна модель є консервативнішою. З продажів зняли автоматичну коробку передач, вона замінюється безступінчатим трансмісією.
У 2009 році компанія представила універсал. Його назвали Sport Touer. Також в 2010 році представили Megane Coupé Cabriolet. У цьому ж році додався 1,4 л двигун з турбонаддувом.
Седан виділився в окрему модель і отримав назву Renault Fluence.
Megane III обладнаний численними пристосуваннями, покликаними підвищити ергономічність і комфорт автомобіля. У стандартне оснащення в комплектації Authentique входять галогенові фари, дзеркала з електроприводом і підігрівом; тканинна оббивка салону, сидіння водія з регулюванням по висоті, нероздільна спинка заднього сидіння; центральний замок і передні електросклопідйомники; кондиціонер, бортовий комп'ютер. В оснащення комплектації Confort включені: передні протитуманні фари, кермо у шкіряній оплітці, підігрів передніх сидінь і електросклопідйомники для передніх і задніх дверей; задні сидіння в співвідношенні 1/3-2/3; аудіосистема з підтримкою MP3 і кнопками управління на кермі. У дорожчих комплектаціях пропонується комбінована оббивка салону, опціональні ксенонові фари, система Hands free і багато іншого.
Ходові якості Renault Megane цілком відповідають його динамічному вигляду: машина точно, слухняно і ефективно виконує команди, надаючи високий рівень водійської комфорту і безпеки, завдяки широким передній і задній колії (1546 і 1547 мм), наявності електропідсилювача рульового управління із змінним зусиллям, а також сучасної ходової частини, в поєднанні передньої підвіски McPherson із задньою напівзалежної і дискових гальм спереду і ззаду (передні вентильовані). Мінімальний радіус розвороту хетчбека Renault Megane становить 5,55 м. Висота дорожнього просвіту - 165 мм.
При створенні нового Renault Megane велике значення надавалося системі безпеки, яка є однією з найкращих у цій категорії. До неї належать подвійні датчики бокового удару і двокамерні подушки безпеки для захисту грудної клітки і тазу, які дозволяють пом'якшити наслідки бокового зіткнення. У стандартне устаткування входять антиблокувальна система (ABS) з системою розподілу гальмівного зусилля (EBD). У дорожчих комплектаціях до складу обладнання включені шторки безпеки, система електронного контролю стійкості (ESP).

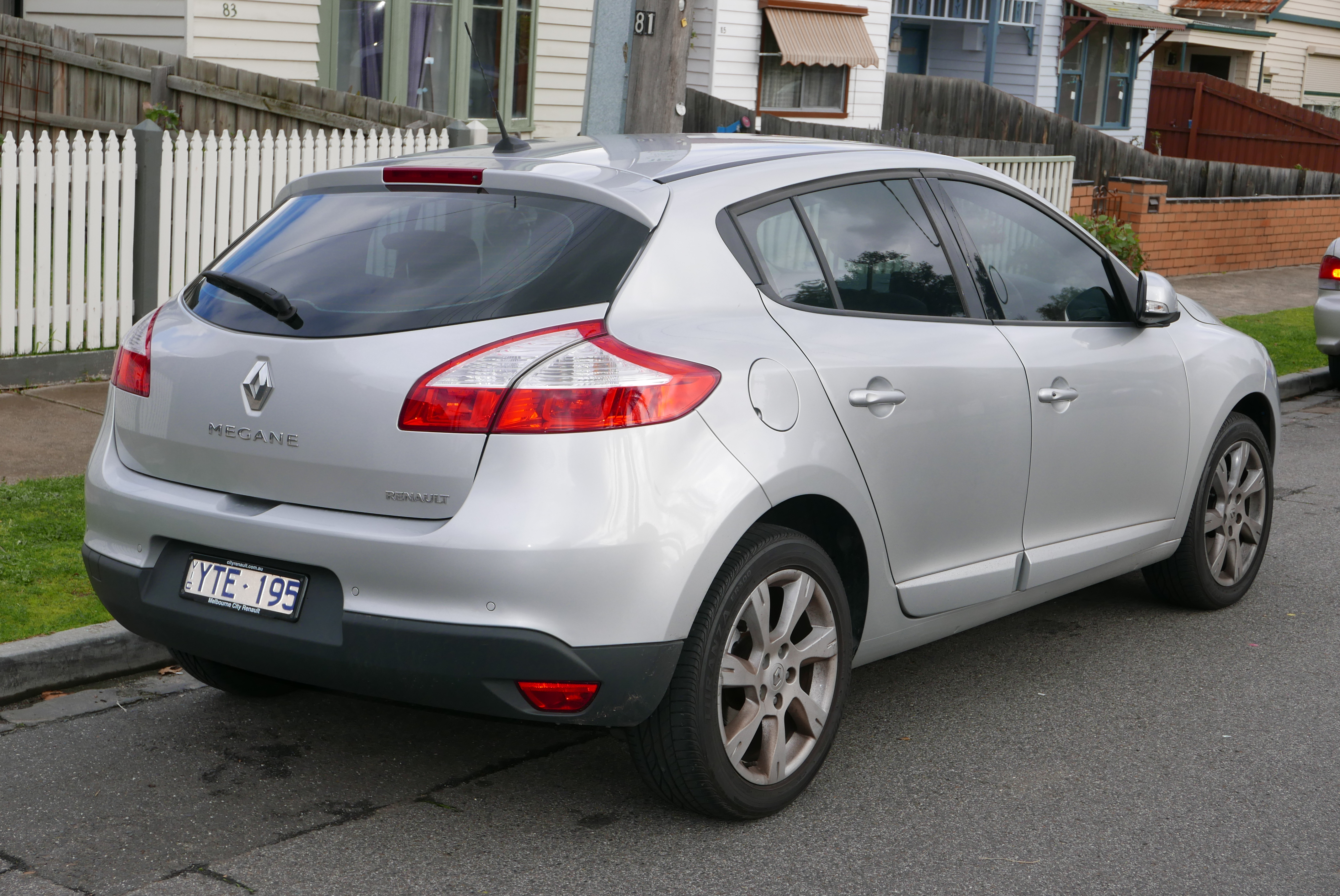
Renault Mégane 5дв (2008–2012)
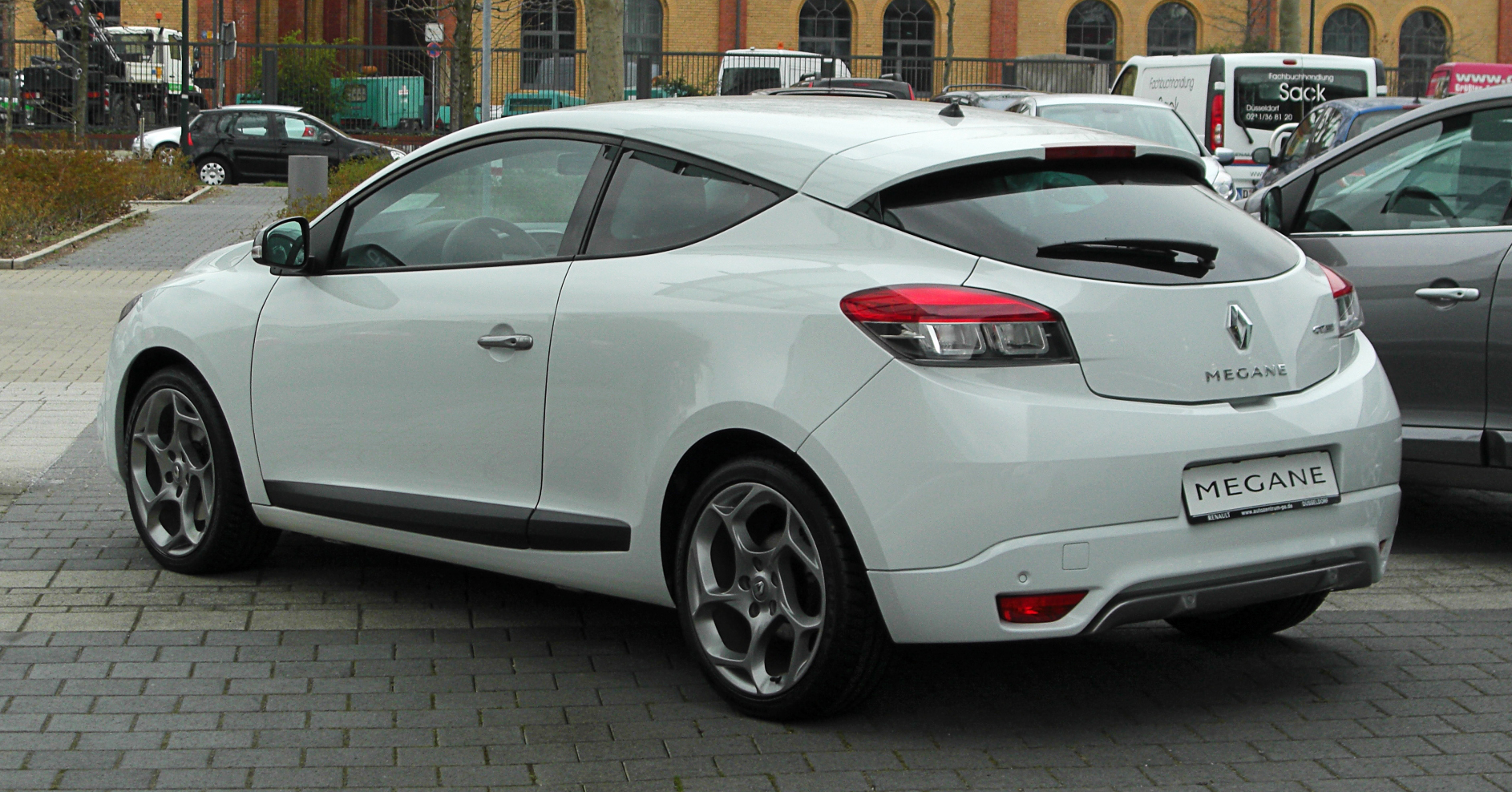
Renault Mégane Coupé (2009–2012)
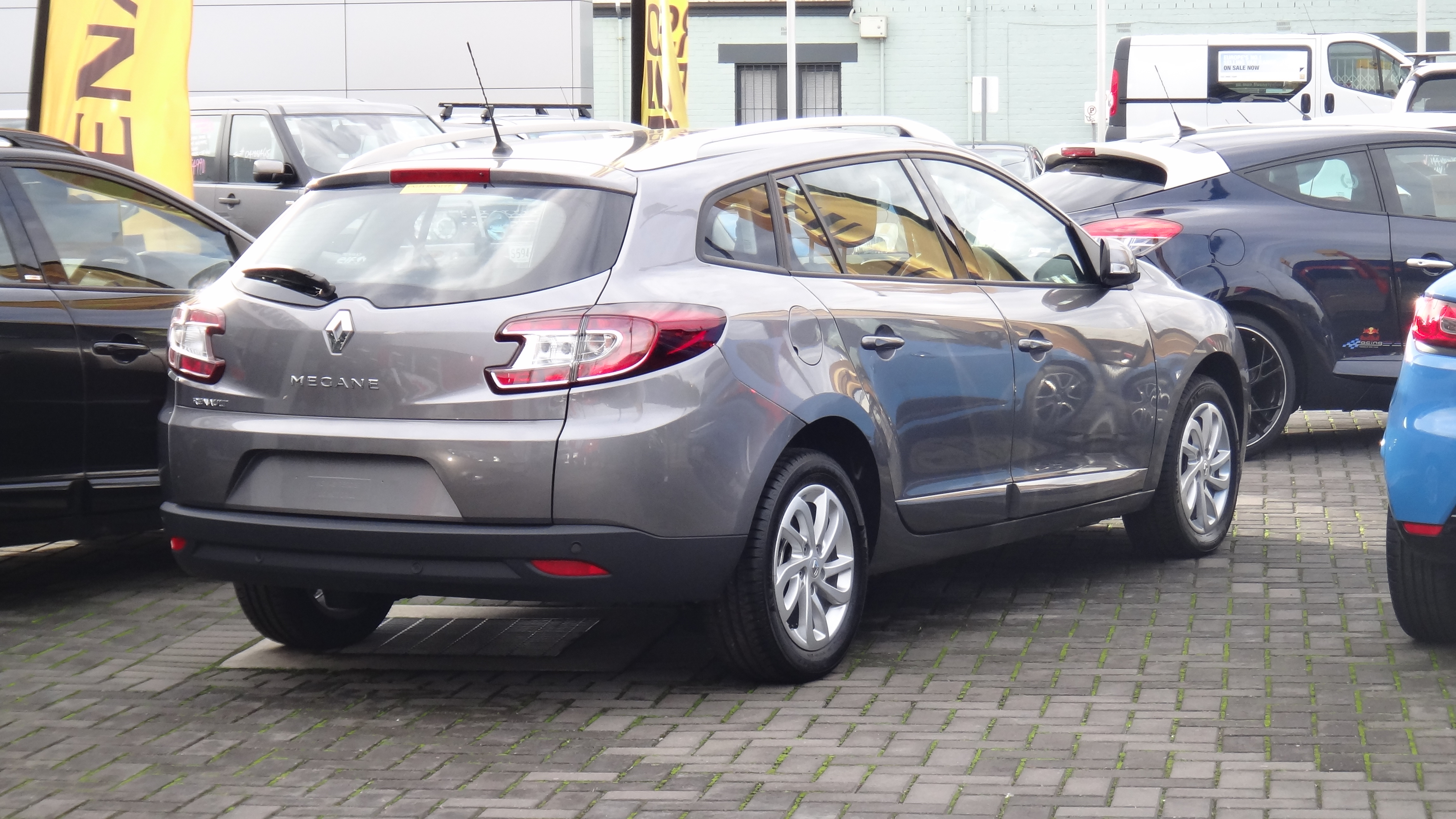
Renault Mégane Grandtour (2009–2012)
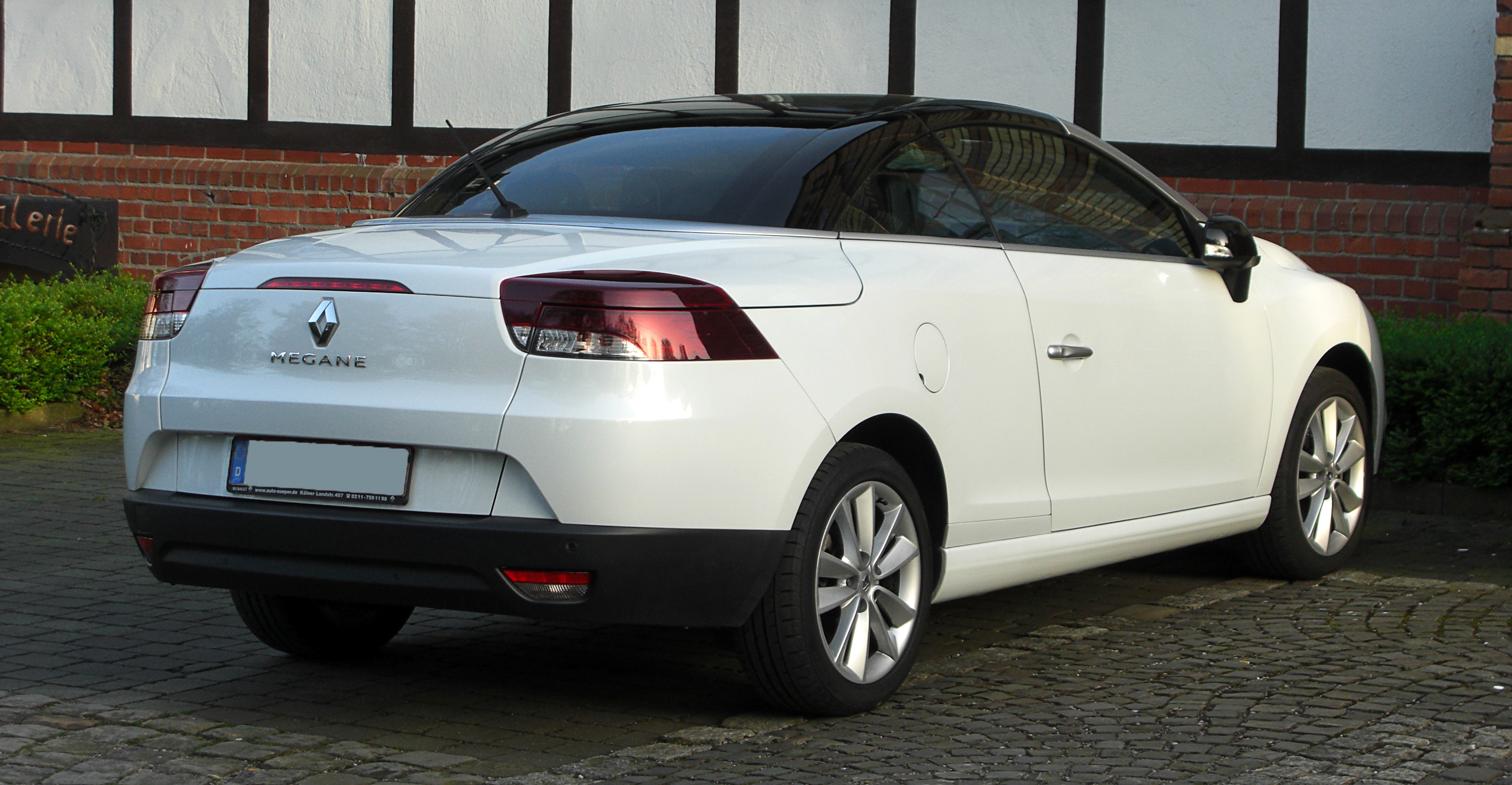
Renault Mégane CC (2010–2012)
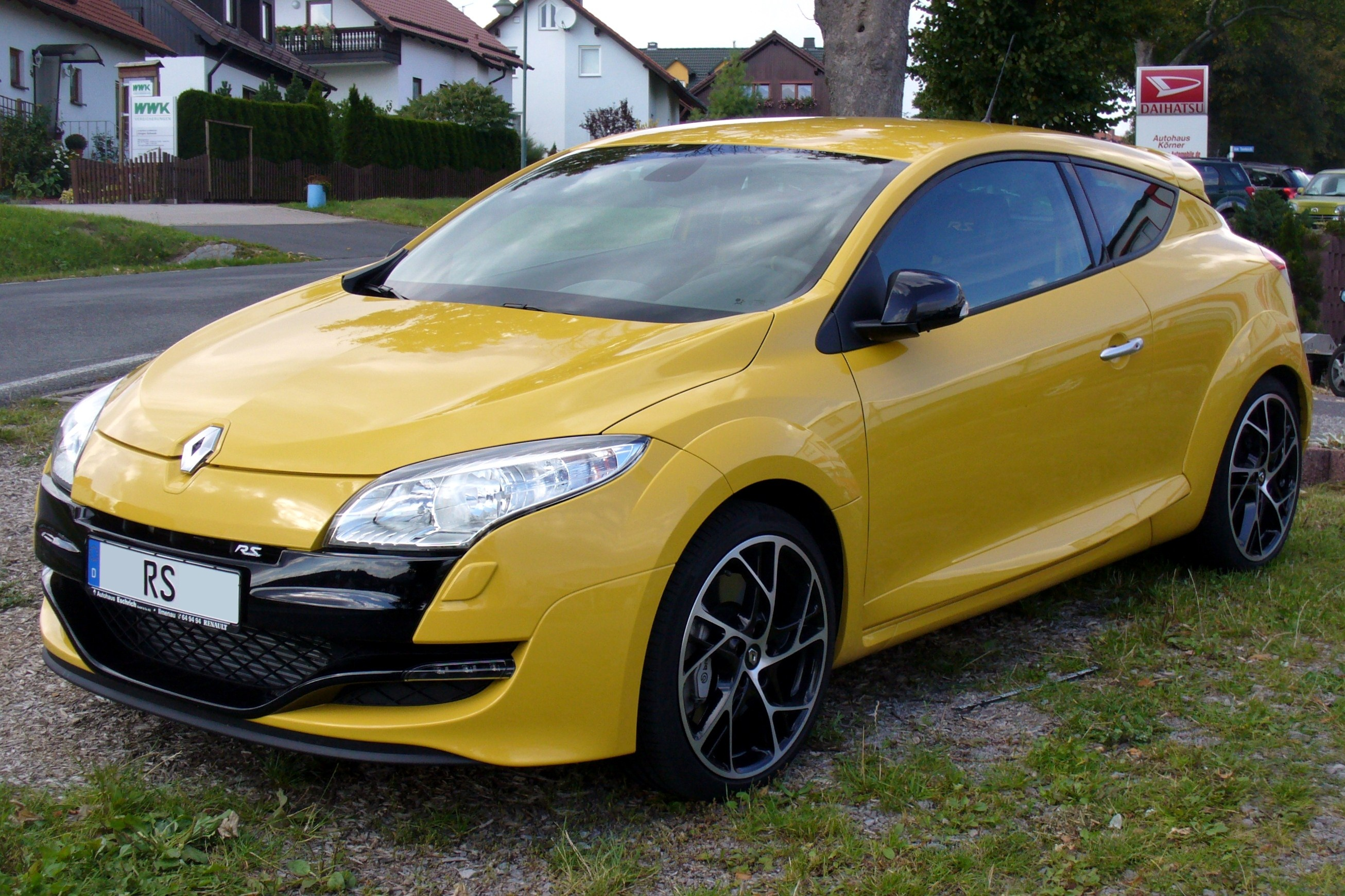
Renault Mégane R.S.
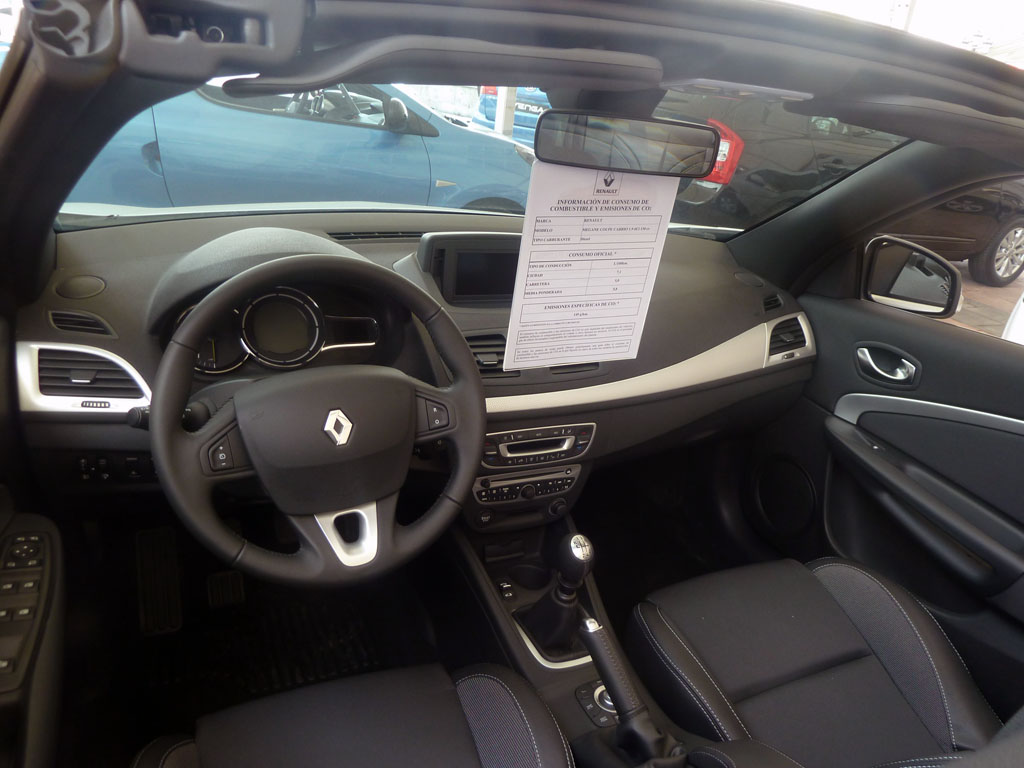

### Фейсліфтинг 2012 і 2014
В квітні 2012 року автомобіль модернізували, зміни ледь помітні: нові світлові вогні чорного кольору; новий передній бампер в смужку.
В вересні 2013 року на Франкфуртському автосалоні представили модернізовану вдруге модель. Модернізації піддали 3-х і 5-ти дверний хетчбеки, універсал та версію RS. В автомобілів змінилась передня частина (фари головного світла, решітка радіатора, бампери), двигуни та оснащення.
Всього виготовлено близько 4'000'000 автомобілів.

### Двигуни
Бензинові
| Модель      | Циліндри | Клапани на циліндр | Об'єм см³ | Потужність                       | Крутний момент             | Викиди | 0-100 км/год | Максимальна швидкість | Роки виробництва | Варіанти   | Примітки                                                                |
| ----------- | -------- | ------------------ | --------- | -------------------------------- | -------------------------- | ------ | ------------ | --------------------- | ---------------- | ---------- | ----------------------------------------------------------------------- |
| 1.2 16V TCe | 4        | 4                  | 1197      | 85 kW (115 к.с.) при 4500 об/хв  | 190 Нм при 2000 об/хв      | Euro 5 | 10,9 c       | 185 км/год            | з 02/2012        | 1, 2, 3    |                                                                         |
| 1.2 16V TCe | 4        | 4                  | 1197      | 97 kW (132 к.с.) при 5500 об/хв  | 205 Нм при 2000 об/хв      | Euro 5 | 9,8 c        | 190 км/год            | з 03/2013        | 1, 2, 3, 4 | з системою Start&Stop                                                   |
| 1.4 16V TCe | 4        | 4                  | 1397      | 96 kW (130 к.с.) при 5500 об/хв  | 190 Нм при 2250 об/хв      | Euro 5 | 9,6 с        | 200 км/год            | 04/2009–06/2013  | 1, 2, 3, 4 |                                                                         |
| 1.6 16V     | 4        | 4                  | 1598      | 74 kW (101 к.с.) при 5500 об/хв  | 148 Нм при 4250 об/хв      | Euro 4 | 10,9 с       | 190 км/год            | 09/2008–11/2013  | 1          |                                                                         |
| 1.6 16V     | 4        | 4                  | 1598      | 81 kW (110 к.с.) при 6000 об/хв  | 151 Нм при 4250 об/хв      | Euro 4 | 10,5 с       | 195 км/год            | з 09/2008        | 1, 2, 3, 4 |                                                                         |
| 1.6 16V E85 | 4        | 4                  | 1598      | 81 kW (110 к.с.) при 6000 об/хв  | 151 Нм при 4250 об/хв      | Euro 4 | 10,5 с       | 195 км/год            | 04/2009–05/2010  | 1, 2       |                                                                         |
| 2.0 16V     | 4        | 4                  | 1997      | 103 kW (140 к.с.) при 6000 об/хв | 195 Нм при 3750 об/хв      | Euro 5 | 10,3 с       | 195 км/год            | з 04/2009        | 1, 2, 3, 4 | тільки з CVT-КПП                                                        |
| 2.0 16V TCe | 4        | 4                  | 1998      | 132 kW (180 к.с.) при 5500 об/хв | 300 Нм при 2250 об/хв      | Euro 5 | 7,8 с        | 230 км/год            | 01/2009–11/2013  | 1, 2, 3, 4 | (04/2010–11/2013 Cabriolet)                                             |
| 2.0 16V TCe | 4        | 4                  | 1998      | 140 kW (190 к.с.) при 5500 об/хв | 300 Нм при 2000 об/хв      | Euro 5 | 7,7 с        | 230 км/год            | 06/2012–11/2013  | 1, 2, 3    |                                                                         |
| 2.0 16V TCe | 4        | 4                  | 1998      | 162 kW (220 к.с.) при 5500 об/хв | 340 Нм при 2400 об/хв      | Euro 5 | 6,8 с        | 240 км/год            | з 11/2012        | 1, 2, 3    | з 12/2013 також Coupé/5-дв. TCe 220                                     |
| 2.0 16V TCe | 4        | 4                  | 1998      | 184 kW (250 к.с.) при 5500 об/хв | 340 Нм при 3000 об/хв      | Euro 5 | 6,1 с        | 245 км/год            | 11/2009–02/2012  | 3          | тільки Renault Mégane R.S.                                              |
| 2.0 16V TCe | 4        | 4                  | 1998      | 195 kW (265 к.с.) при 5500 об/хв | 360 Нм при 3000–5000 об/хв | Euro 5 | 6,0 с        | 254 км/год            | з 02/2012        | 3          | тільки Renault Mégane R.S. Trophy і Renault Mégane R.S. Collection 2012 |
| 2.0 16V TCe | 4        | 4                  | 1998      | 201 kW (273 к.с.) при 5500 об/хв | 360 Нм при 3000–5000 об/хв | Euro 5 | 6,0 с        | 255 км/год            | з 07/2014        | 3          | тільки Renault Mégane R.S.Trophy TCe275                                 |

1. ↑  Варіанти: 1: 5-дверний, 2: універсал (Grandtour), 3: купе, 4: кабріолет

Дизельні
| Модель        | Циліндри | Клапани на циліндр | Об'єм см³ | Потужність                       | Крутний момент        | Викиди | 0-100 км/год | Максимальна швидкість | Роки виробництва | Варіанти   | Примітки                                      |
| ------------- | -------- | ------------------ | --------- | -------------------------------- | --------------------- | ------ | ------------ | --------------------- | ---------------- | ---------- | --------------------------------------------- |
| 1.5 dCi (FAP) | 4        | 2                  | 1461      | 66 kW (90 к.с.) при 4000 об/хв   | 200 Нм при 1750 об/хв | Euro 5 | 12,5 с       | 180 км/год            | з 09/2008        | 1, 2       |                                               |
| 1.5 dCi       | 4        | 2                  | 1461      | 78 kW (106 к.с.) при 4000 об/хв  | 240 Нм при 1750 об/хв | Euro 5 | 10,5 с       | 190 км/год            | 09/2008–02/2012  | 1, 2, 3    | FAP доступний за додаткову плату              |
| 1.5 dCi (FAP) | 4        | 2                  | 1461      | 81 kW (110 к.с.) при 4000 об/хв  | 240 Нм при 1750 об/хв | Euro 5 | 11,5 с       | 190 км/год            | з 04/2010        | 1, 2, 3, 4 | в Німеччині тільки з EDC (Подвійне зчеплення) |
| 1.5 dCi (FAP) | 4        | 2                  | 1461      | 81 kW (110 к.с.) при 4000 об/хв  | 260 Нм при 1750 об/хв | Euro 5 | 12,1 с       | 190 км/год            | з 05/2014        | 1, 2, 3, 4 |                                               |
| 1.6 dCi (FAP) | 4        | 4                  | 1598      | 96 kW (130 к.с.) при 4000 об/хв  | 320 Нм при 1750 об/хв | Euro 5 | 9,8 с        | 200 км/год            | з 02/2012        | 1, 2       |                                               |
| 1.9 dCi (FAP) | 4        | 2                  | 1870      | 96 kW (130 к.с.) при 3750 об/хв  | 300 Нм при 1750 об/хв | Euro 5 | 9,5 с        | 205 км/год            | 09/2008–02/2012  | 1, 2, 3, 4 |                                               |
| 2.0 dCi (FAP) | 4        | 4                  | 1995      | 110 kW (150 к.с.) при 4000 об/хв | 360 Нм при 2000 об/хв | Euro 5 | 9,5 с        | 210 км/год            | 10/2010–02/2012  | 2          | тільки з 6-ст. АКПП                           |
| 2.0 dCi (FAP) | 4        | 4                  | 1995      | 118 kW (160 к.с.) при 3750 об/хв | 380 Нм при 2000 об/хв | Euro 5 | 8,7 с        | 215 км/год            | з 04/2009        | 1, 2, 3, 4 | з 08/2012 тільки для Cabriolet                |
| 2.0 dCi (FAP) | 4        | 4                  | 1995      | 120 kW (163 к.с.) при 3750 об/хв | 380 Нм при 2000 об/хв | Euro 5 | 8,5 с        | 220 км/год            | з 08/2012        | 1, 2, 3    | тільки для GT                                 |

1. ↑  Варіанти: 1: 5-дверний, 2: універсал (Grandtour), 3: купе, 4: кабріолет

## Четверте покоління (2016—2024)

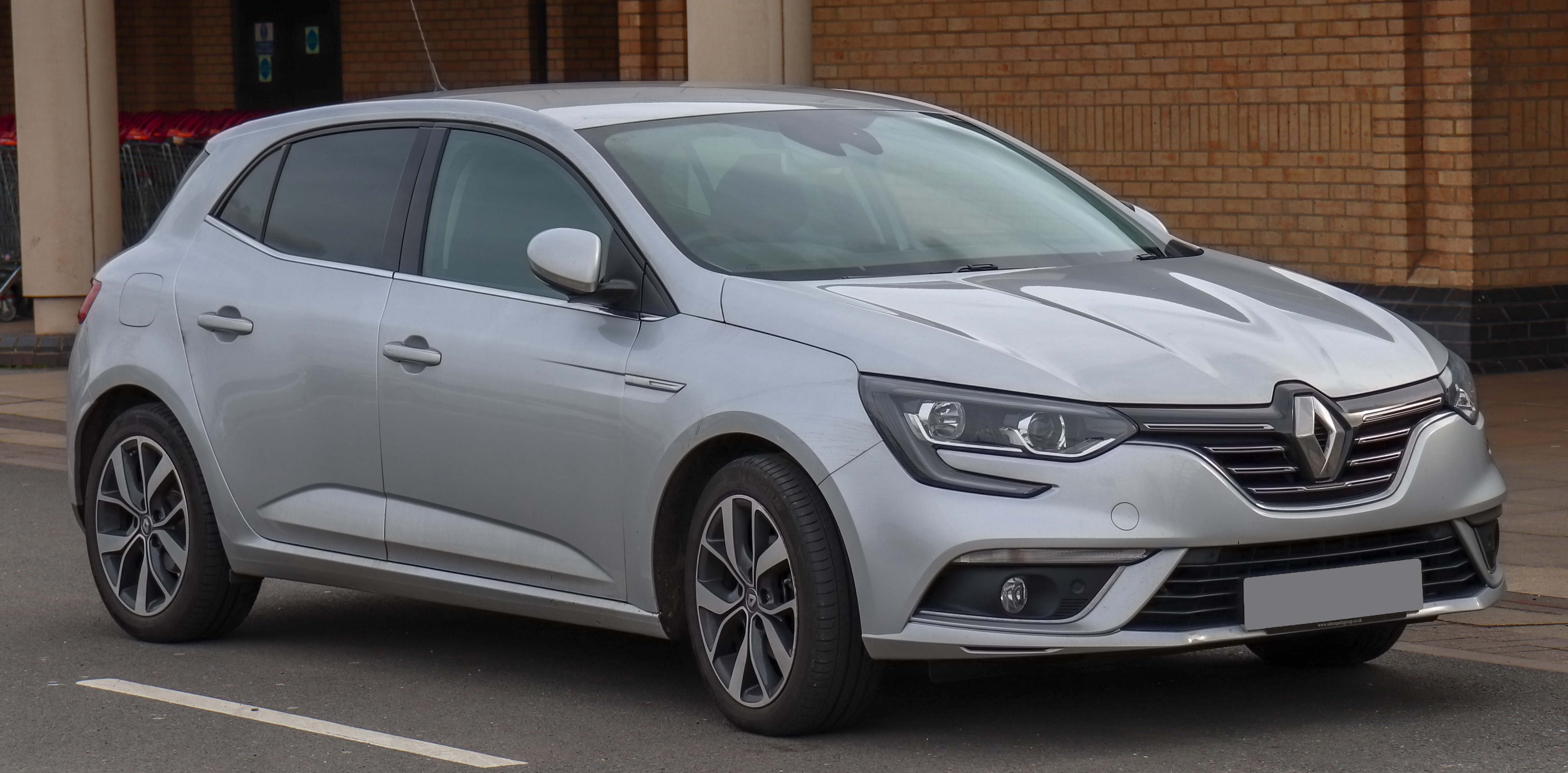
Renault Mégane 4

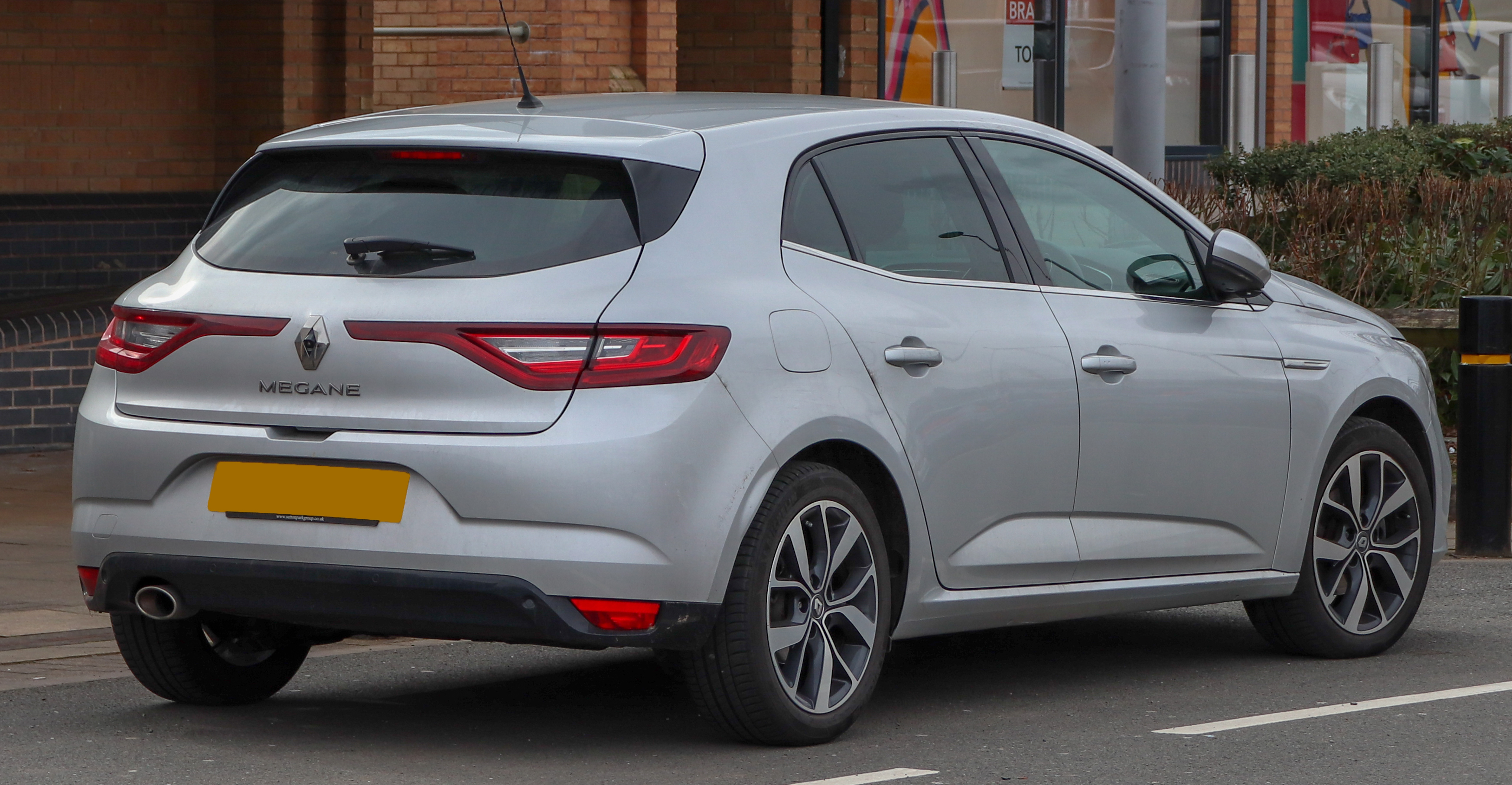
Renault Mégane 4

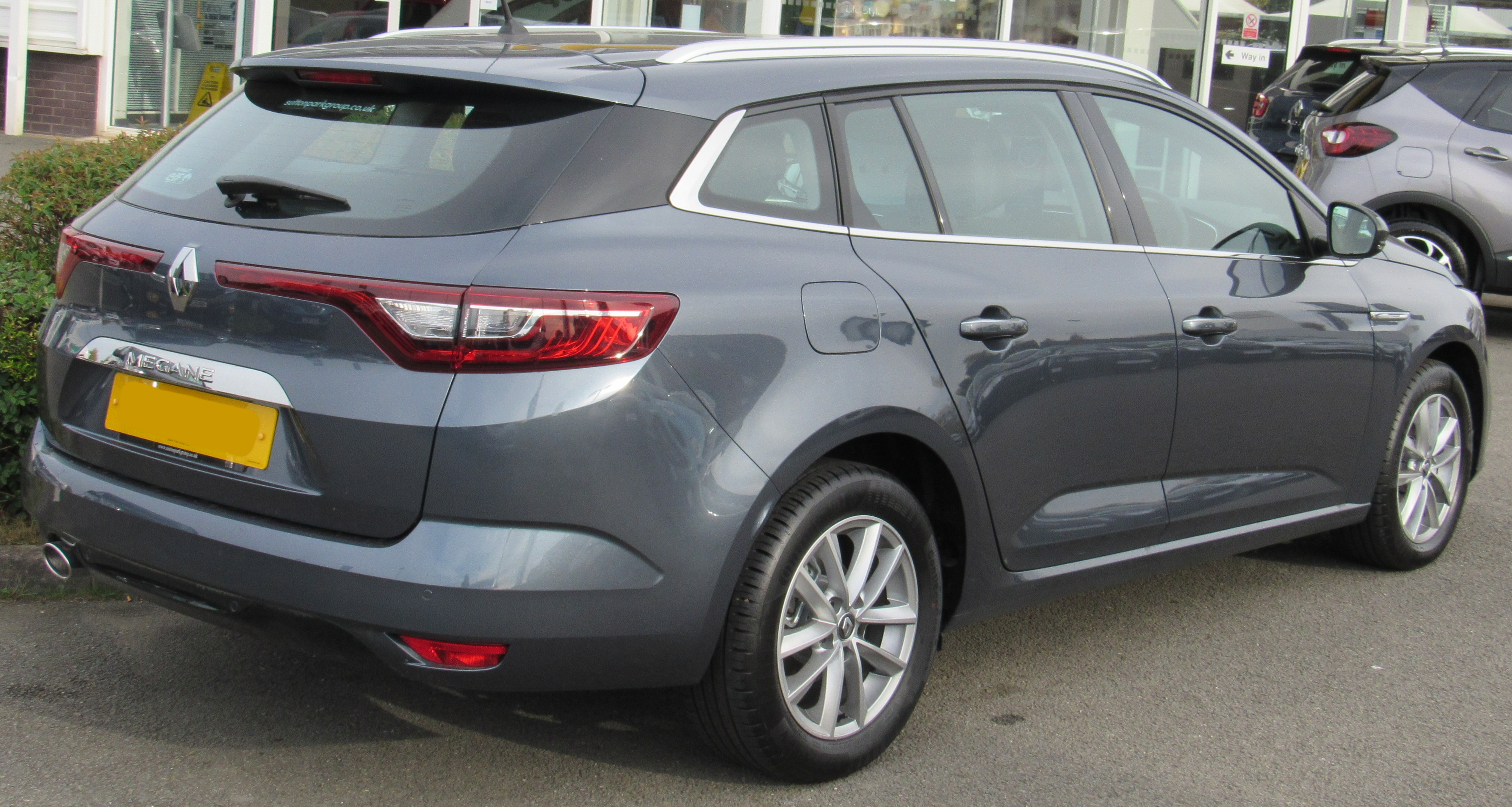
Renault Mégane Grandtour

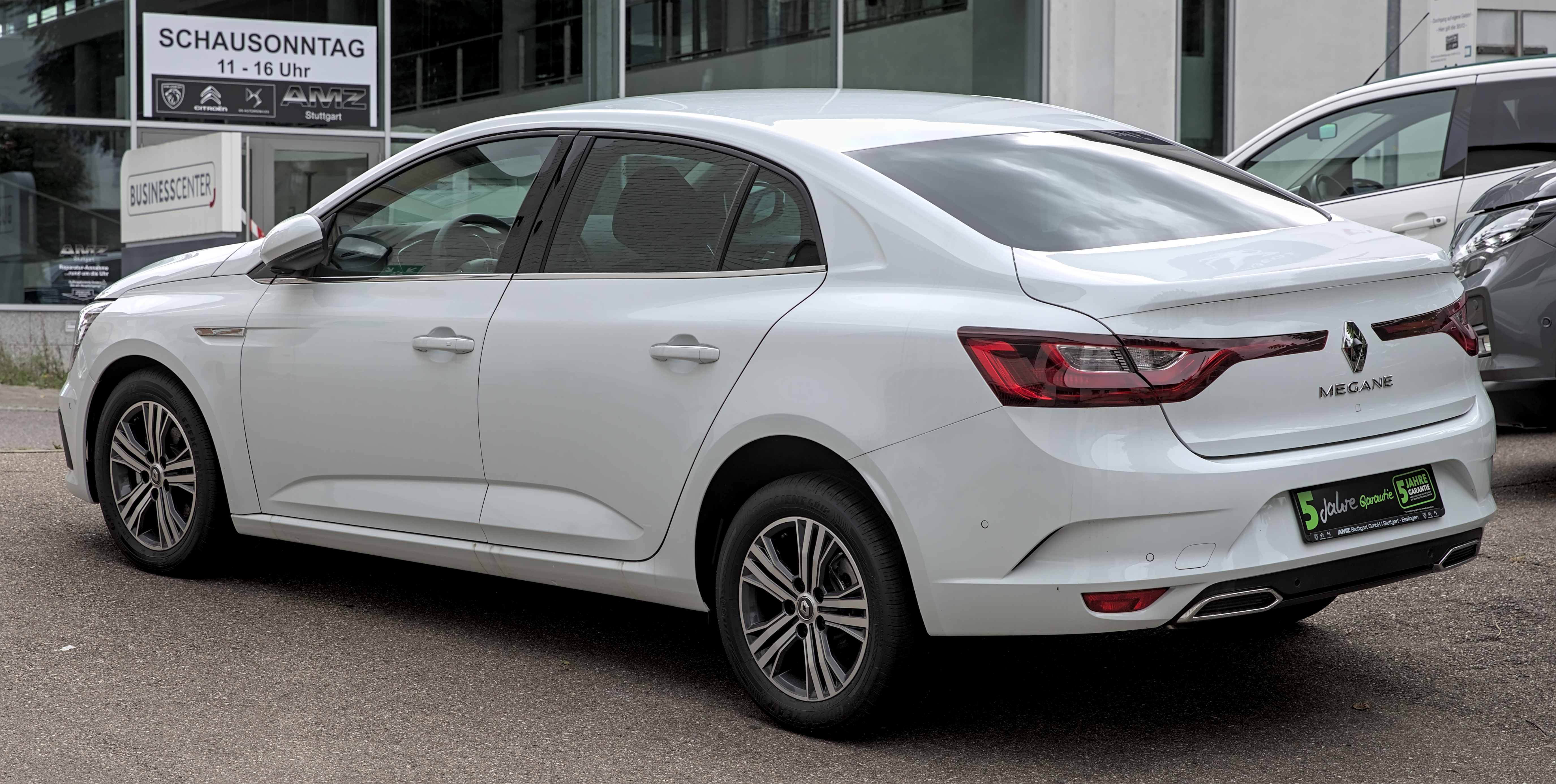
Renault Mégane седан

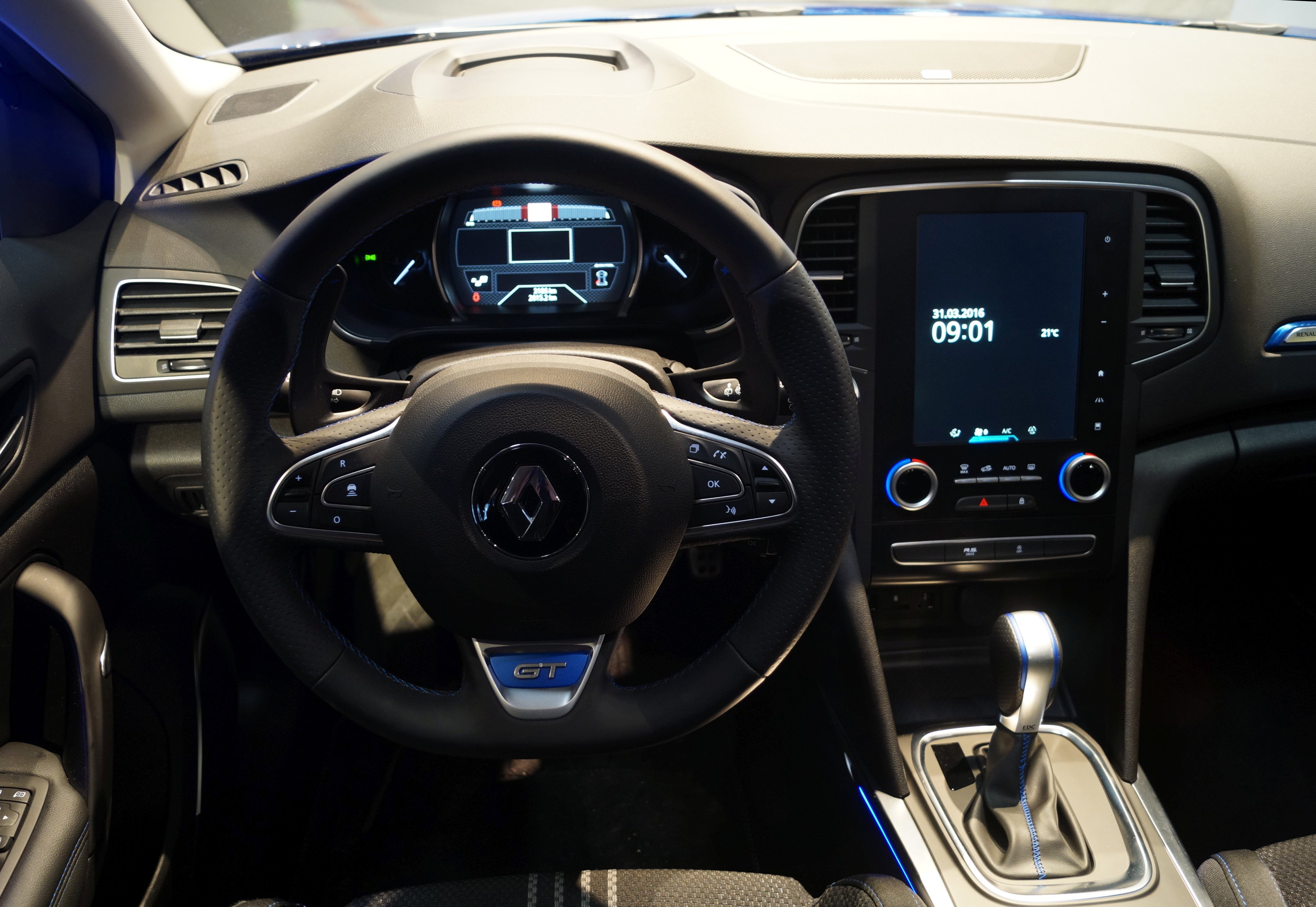
Салон Renault Mégane 4

В вересні 2015 року на Франкфуртському автосалоні представили Renault Mégane четвертого покоління в кузові хетчбек. Автомобіль збудовано на платформі Common Module Family (коротко: CMF).
В березні 2016 року на Женевському автосалоні представлена версія універсал під назвою Grandtour.
12 липня 2016 року опубліковано фотографії версії седан, що виготовляється в м. Бурса (Туреччина), що прийшов на заміну Renault Fluence.
У Renault переглянули внутрішній дизайн моделі Megane і приділили більше уваги шумоізоляції, а також додали більше варіантів внутрішнього дизайну, завдяки чому модель стала набагато комфортніше. Всі версії автомобіля добре укомплектовані, оснащені: 15-дюймовими легкосплавними дисками, Bluetooth, функціями синхронізації телефону і кондиціонером, бортовим комп'ютером, передніми електросклопідйомниками і сталевими дисками. динамічніші авто укомплектовані: системою супутникової навігації «TomTom», парктроніком, клімат-контролем. Модифікація GT, крім перерахованих вище функцій, доповнена камерою заднього виду і спортивним обвісом. Меган, в залежності від комплектації, може бути оснащений двозонним клімат-контролем і іммобілайзером.
У моделі четвертого покоління кліренс дорівнює 145 мм, що на цілих 15 мм менше, ніж раніше. Колісна база виросла на 28 мм. Багажник має об'єм 384 літра, або 1247 літрів — при складанні спинки другого ряду.

### Фейсліфт
У 2020 році Mégane був оновлений для 2021 модельного року. Автомобіль отримав бензиновий двигун ТСЕ 1.0 та перший в історії моделі плагін-гібридную версією як у варіанті універсала, так і хетчбека, що продавалися як Mégane E-Tech. PHEV складається з бензинового двигуна 1.6, батареї ємністю 9.8 кВт та пари електромоторів. Гібридна установка забезпечує Megane потужність 160 к.с, дозволяє розвивати швидкість 135 км/год та має запас ходу 50 км і до максимальної швидкості 135 км/год (84 миля/год) у змішаному циклі випробувань WLTP і 65 км (40 миля) у місті.
Седан Mégane оновлюють фейсліфтом у лютому 2021 року, через кілька місяців після хетчбека та універсала. Він отримав новий бензиновий двигун потужністю 115 к.с.
У червні 2022 року Renault випустила спеціальну версію «E-Tech engineered» для гібридних версій Clio, Captur, Arkana і Mégane (хетчбек та універсал) з елементами дизайну, натхненними новим Mégane E-Tech.
Виробництво моделей хетчбек і універсал зупинено в квітні 2024 року, але виробництво в Туреччині (седан) продовжується.

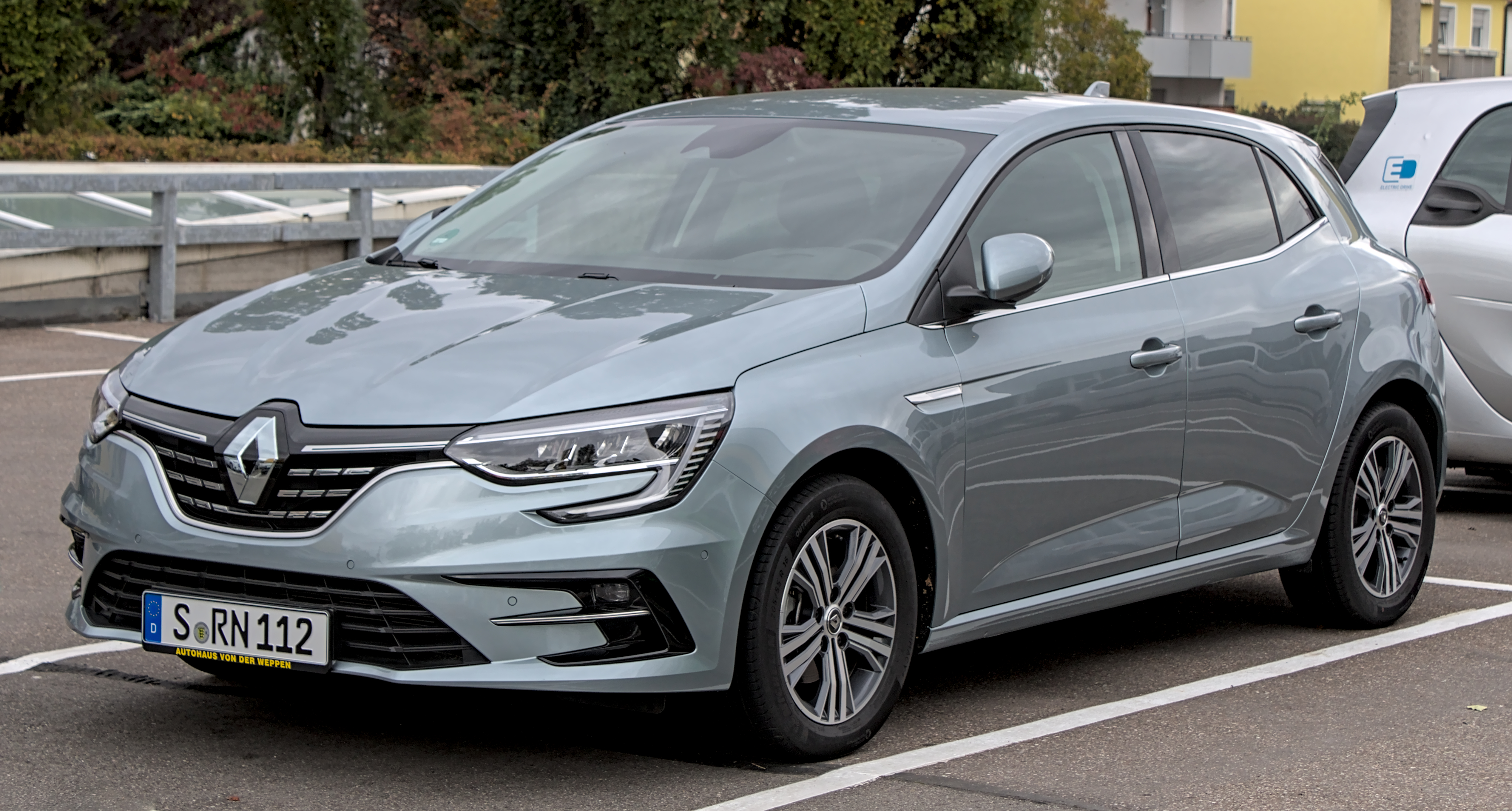
Mégane гетчбек (фейсліфт)
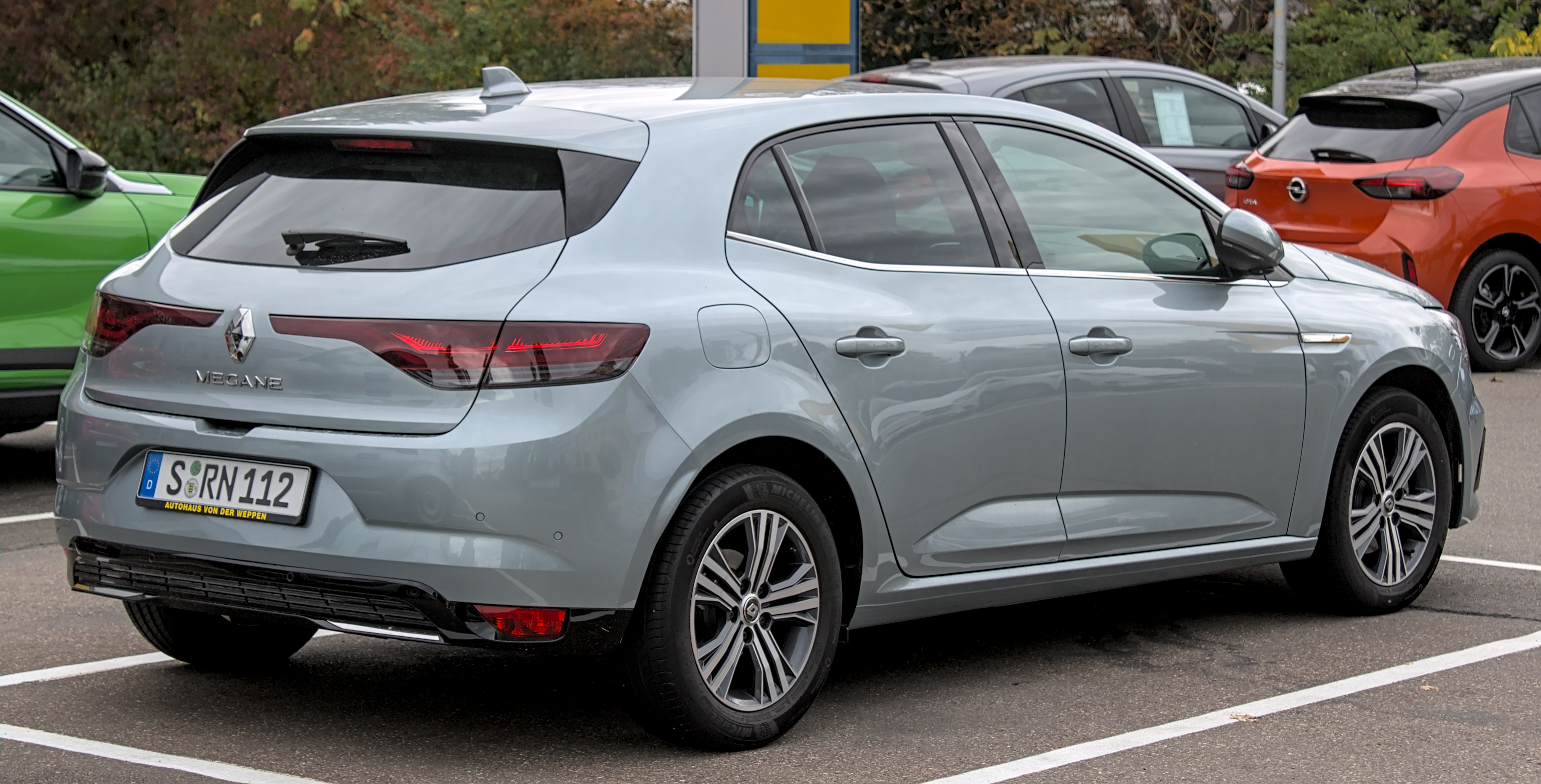
Mégane гетчбек (фейсліфт)
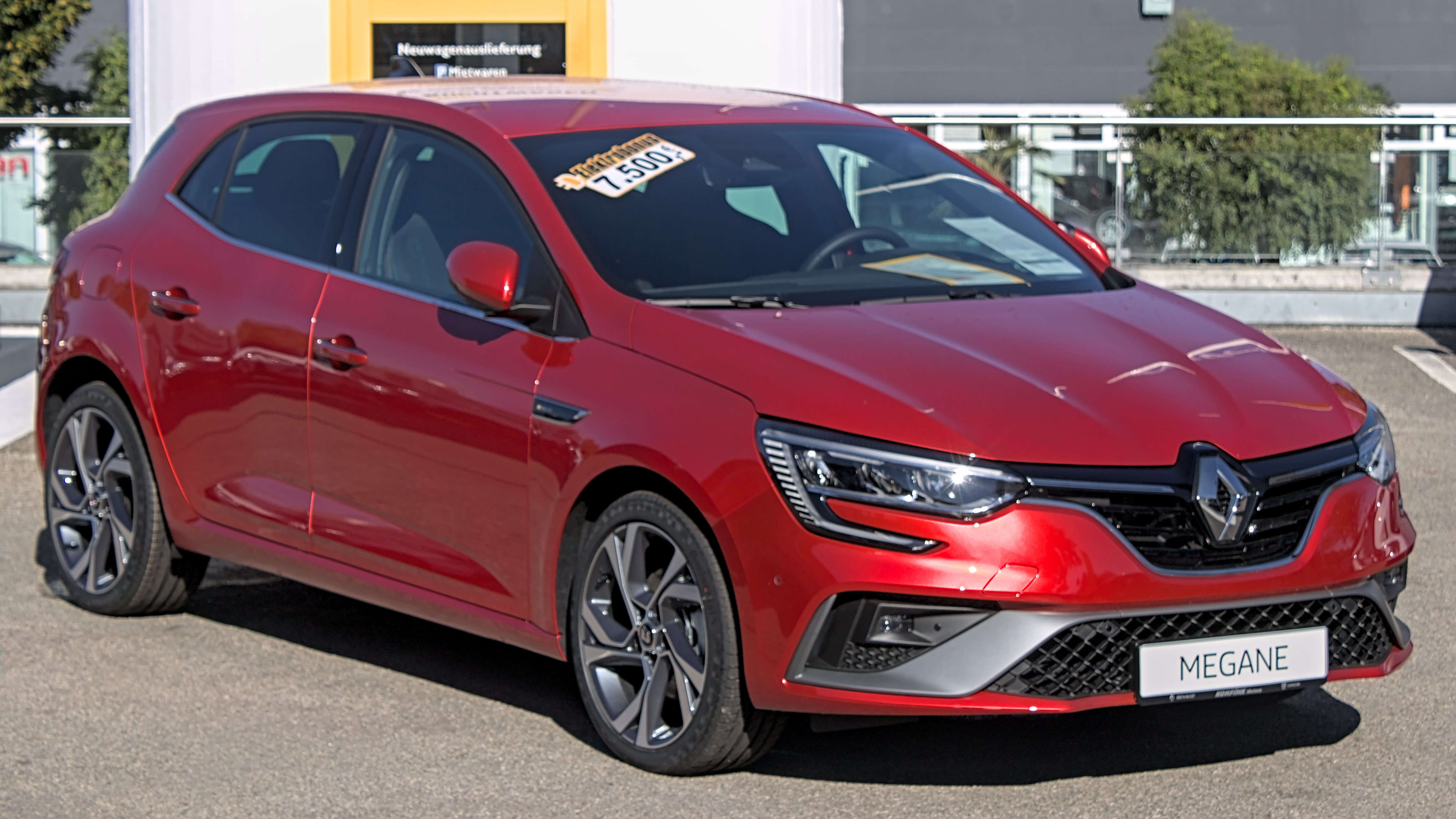
Mégane E-Tech (гетчбек)
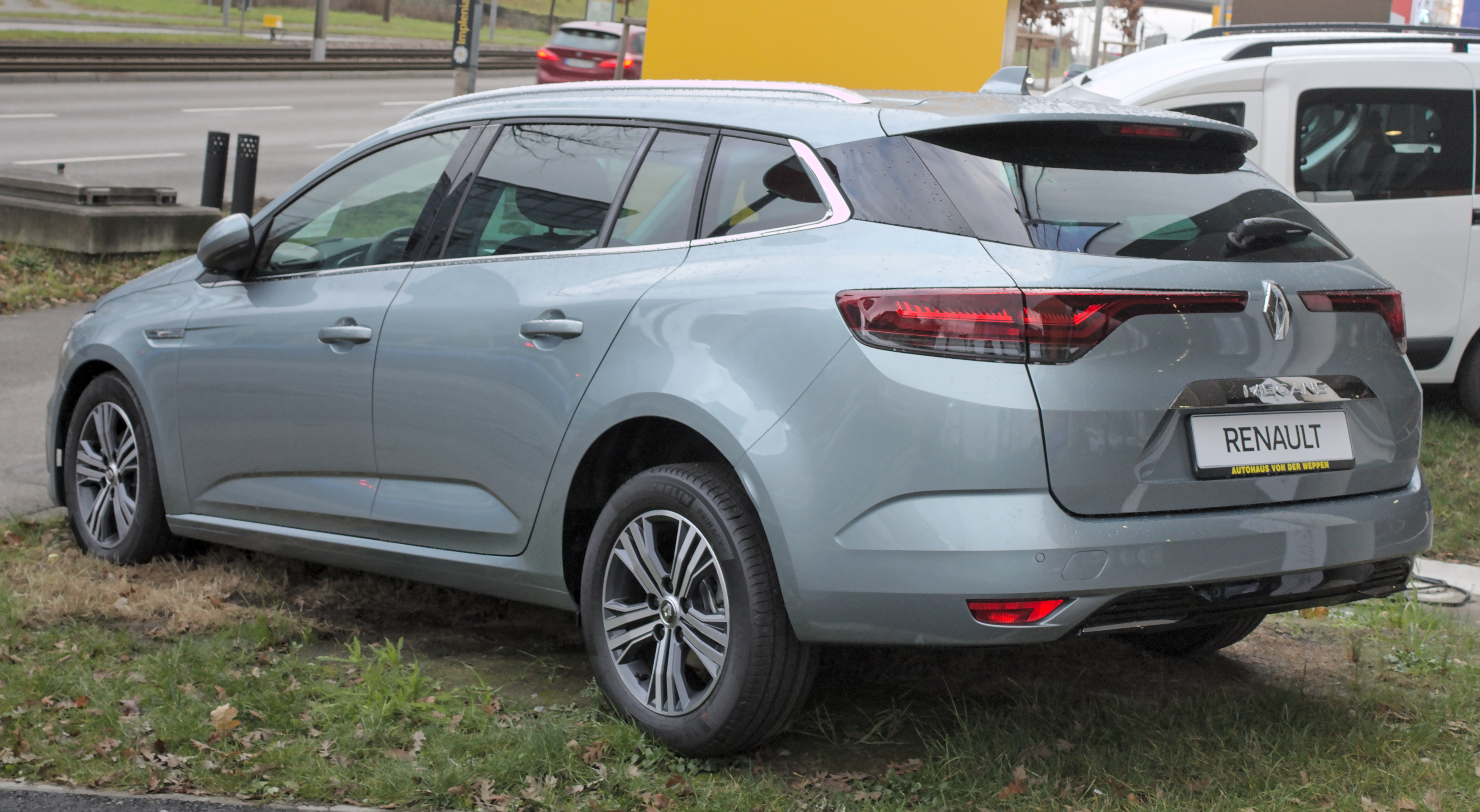
Mégane Grandtour (фейсліфт)
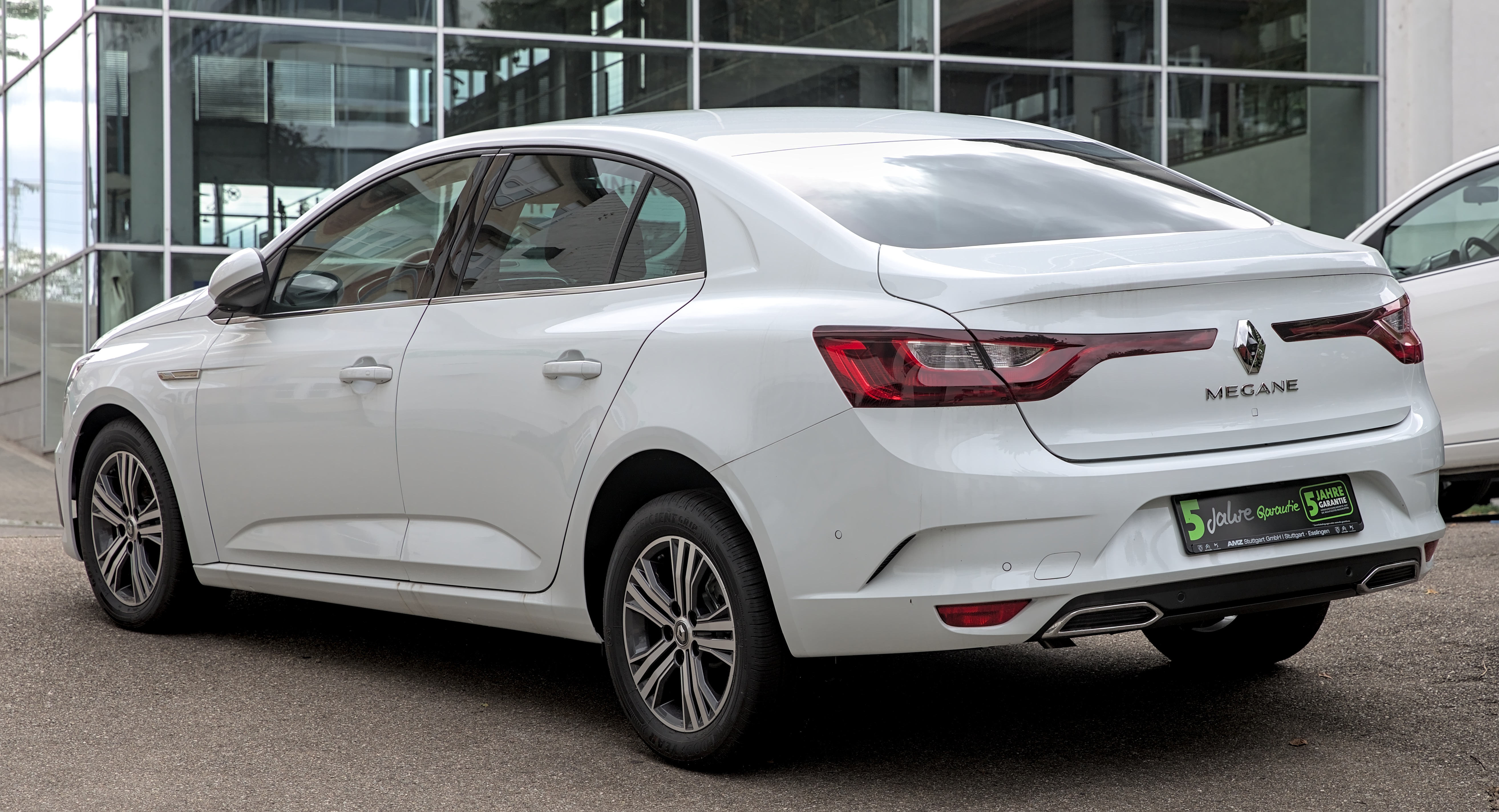
Mégane saloon/седан (фейсліфт)

### Renault Mégane RS

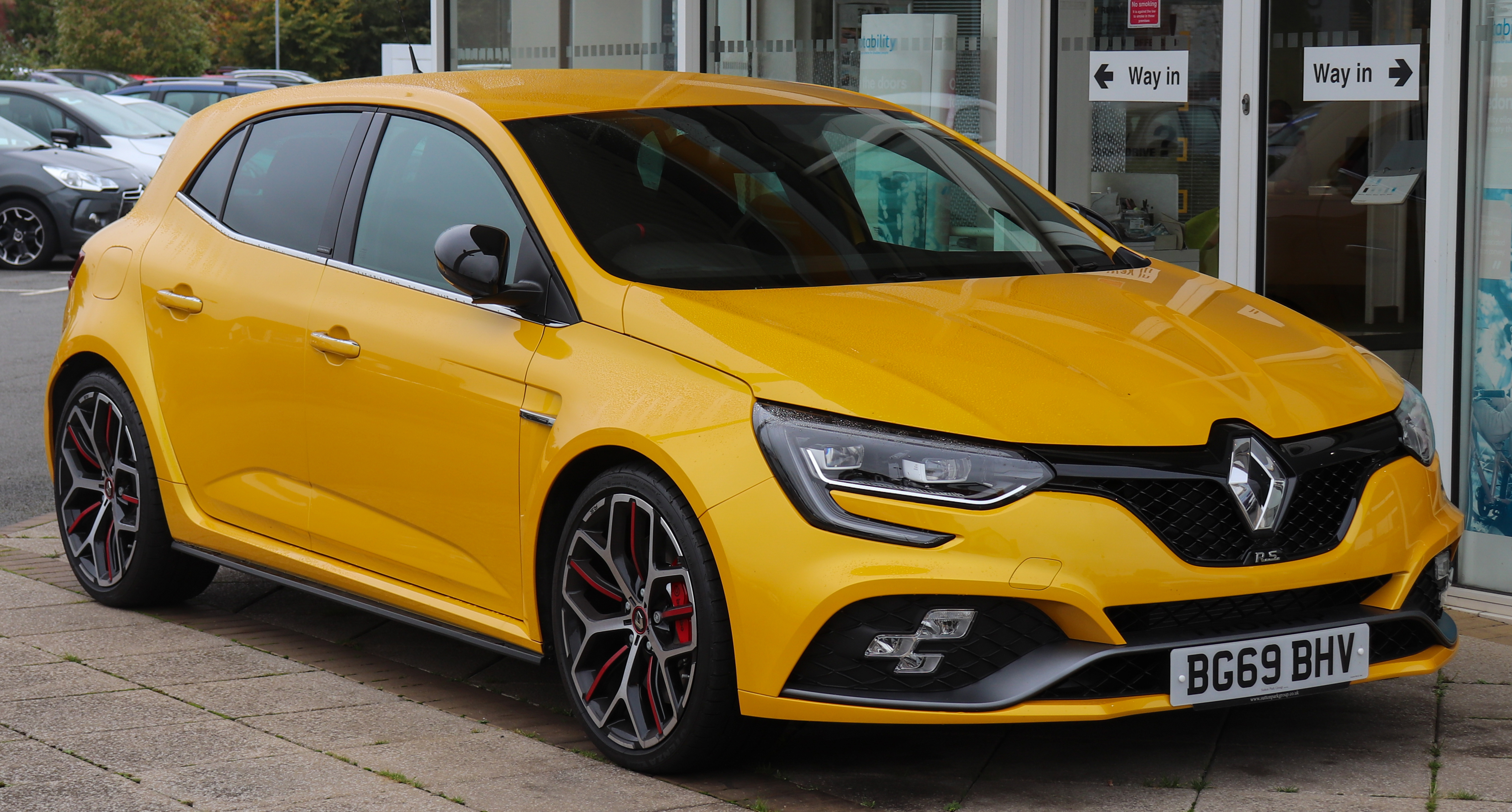
Renault Mégane RS

В вересні 2017 року на Франкфуртському автосалоні представлено новий Renault Mégane RS. Автомобіль отримав передній привід, 1.8 л турбодвигун потужністю 280 к.с., звичайну 6-ст. МКПП або з подвійним зчепленням в версії RS EDC. Продажі почалися в січні 2018 року.

### Двигуни
Бензинові
- 1,6 SCe H4M І4 115 к.с.
- 2,0 SCe M4R І4 140 к.с.
- 1,2 TCe H5Ft І4 100 к.с.
- 1,2 TCe H5Ft І4 130 к.с.
- 1,3 TCe H5Ht І4 115 к.с.
- 1,3 TCe H5Ht І4 140 к.с.
- 1,3 TCe H5Ht І4 160 к.с.
- 1,6 TCe M5Mt І4 165 к.с.
- 1,6 TCe M5Mt І4 205 к.с.
- 1,8 TCe M5Pt І4 280 к.с.
- 1,8 TCe M5Pt І4 300 к.с.

Дизельні
- 1,5 dCi K9K 90/110 к.с.
- 1,6 dCi R9M 130/165 к.с.
- 1,7 dCi R9N 150 к.с.

Hybrid
- 1,5 dCi 110 к.с.

## E-Tech Electric (з 2022)

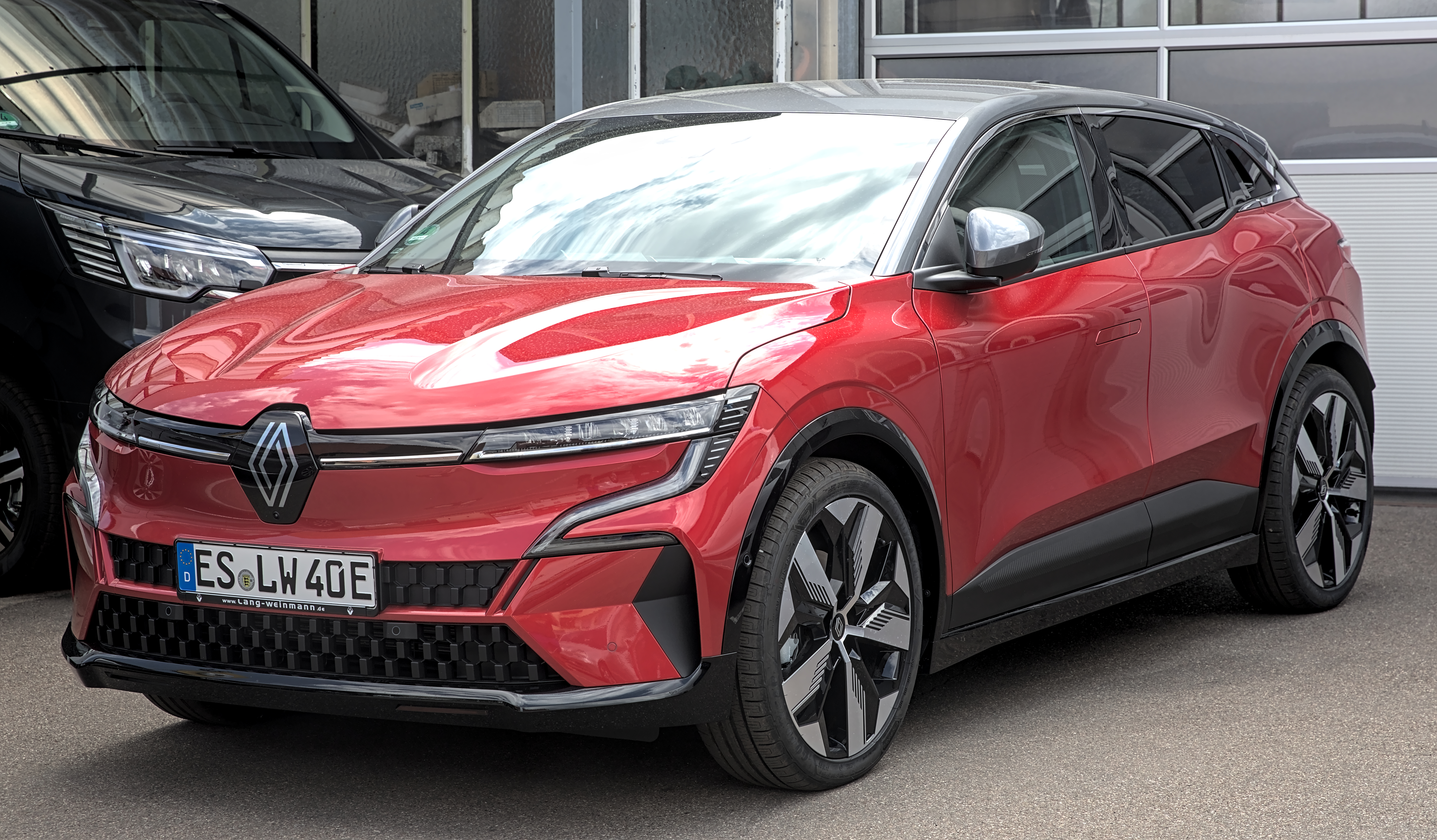
Renault Mégane E-Tech

У травні 2022 року в Європі почалися продажі електромобіля Renault Mégane E-Tech Electric. Автомобіль є першою моделлю Renault на базі спеціальної платформи для електромобілів під назвою CMF-EV.